# St. Annenkirche (Annaberg-Buchholz)

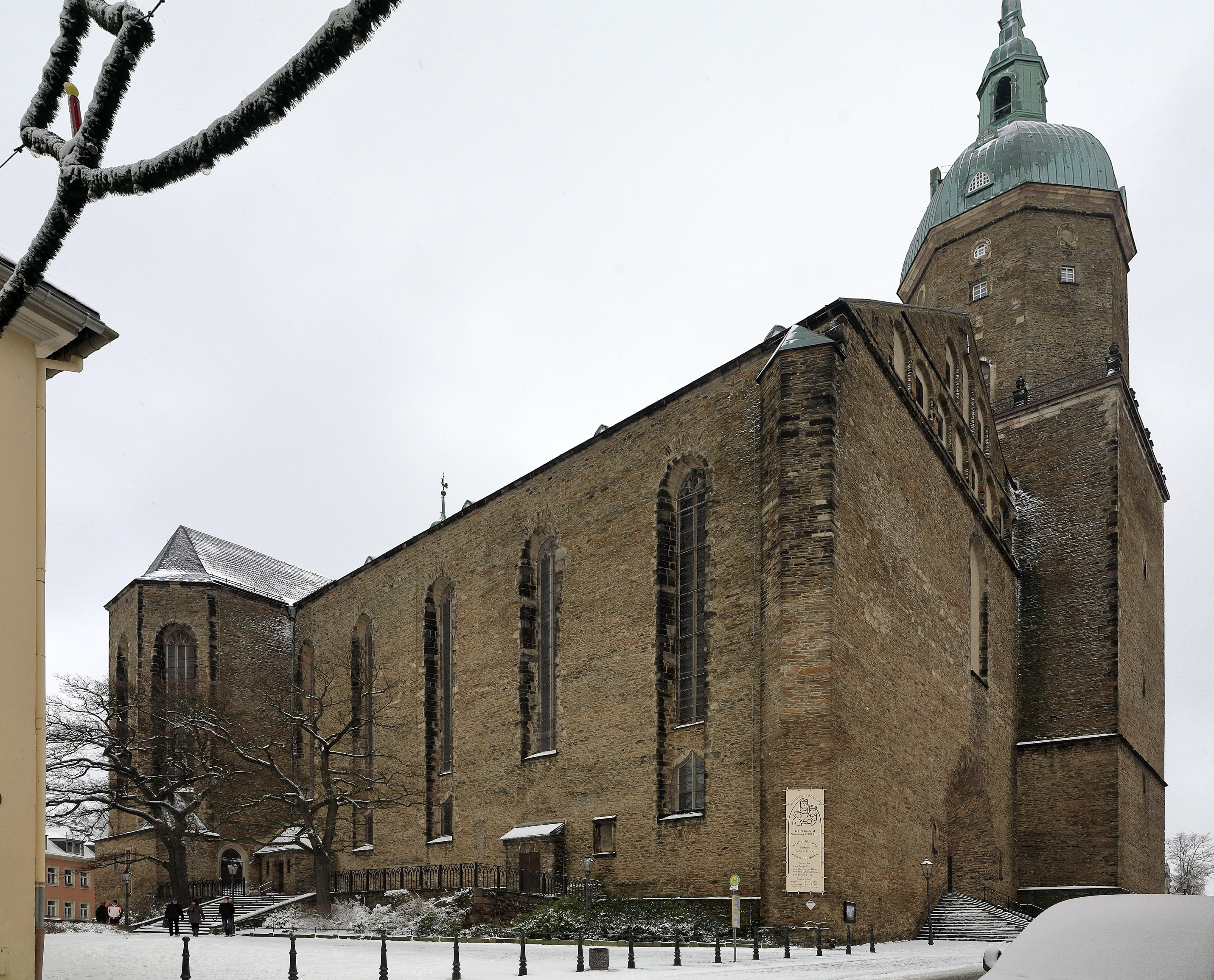
St. Annenkirche (Nordwestecke)

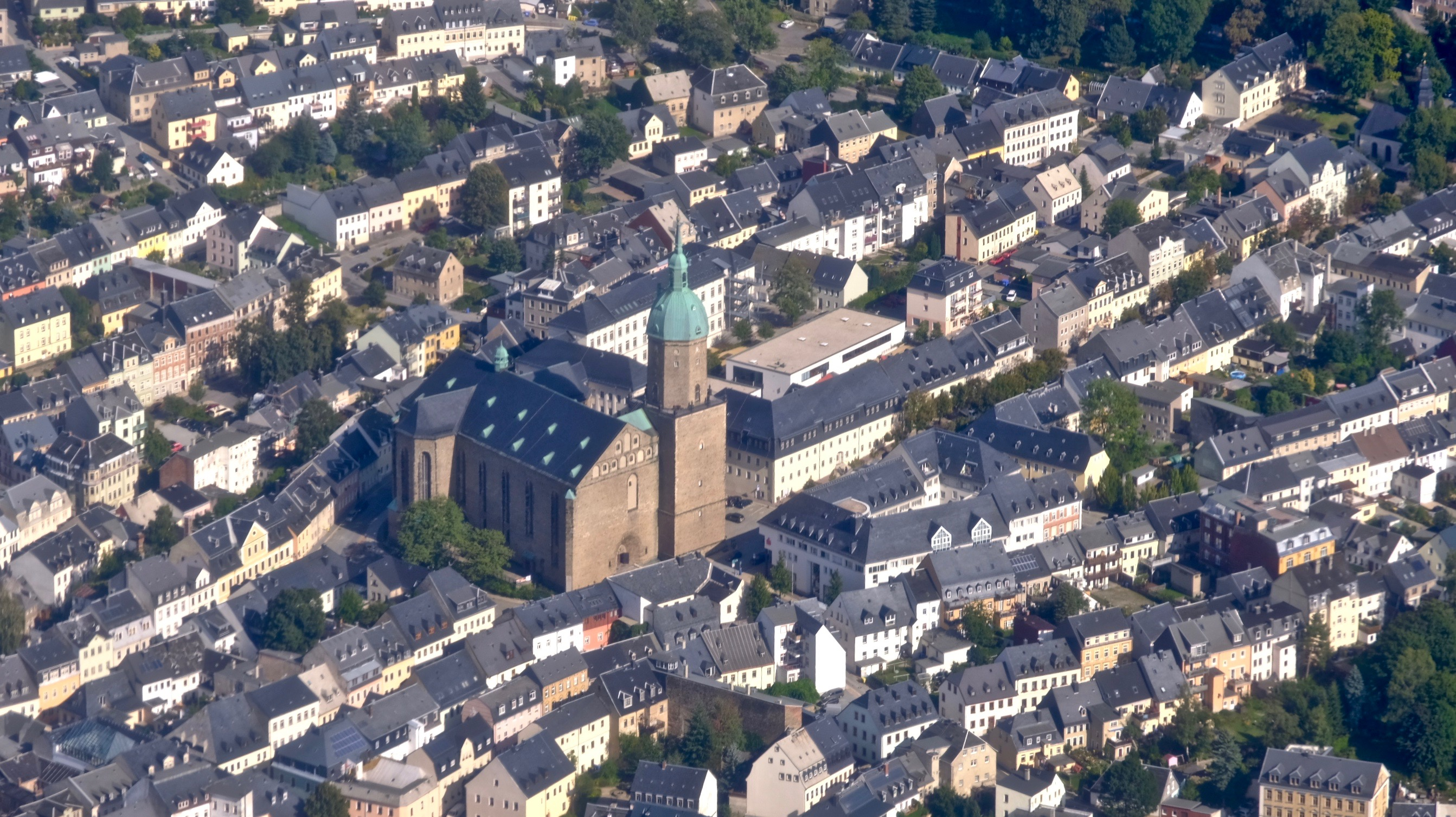
Ansicht von oben

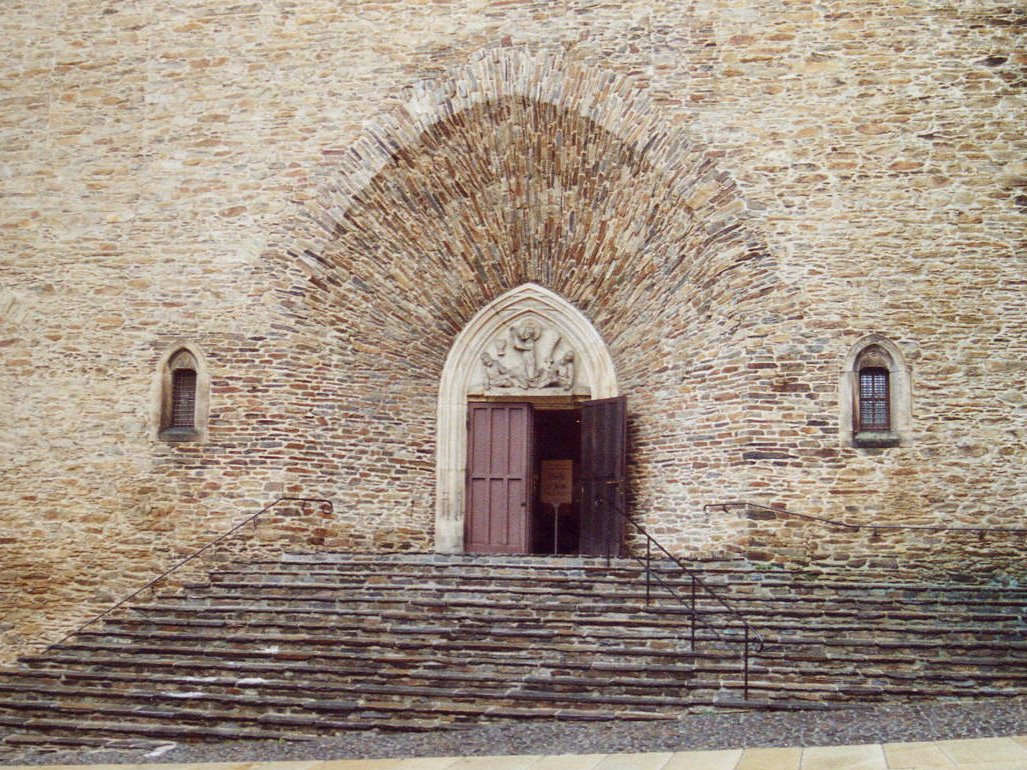
Hauptportal

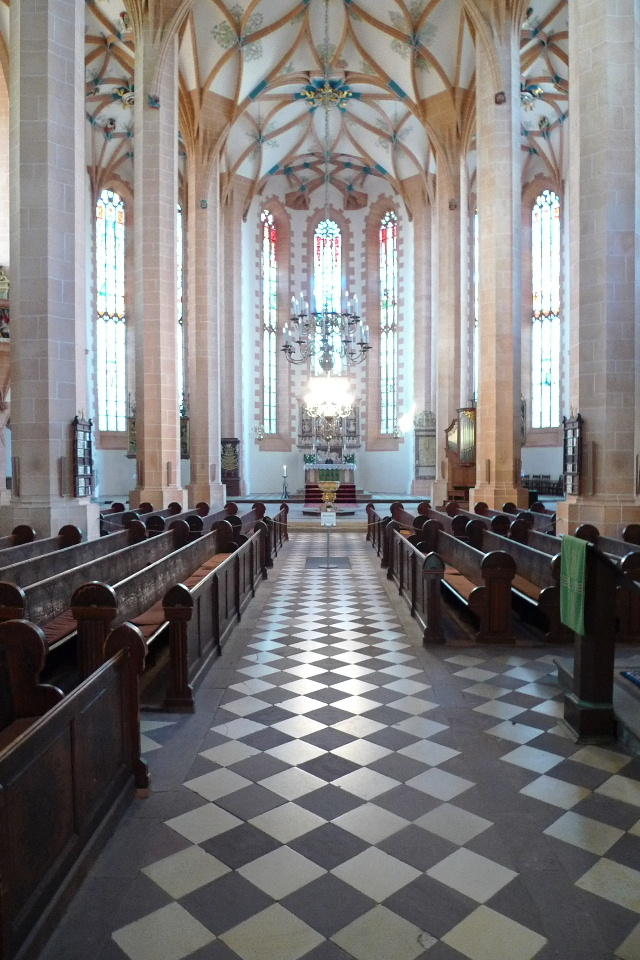
Mittelschiff

Die St. Annenkirche in Annaberg-Buchholz ist eine Hallenkirche an der Schwelle zwischen Spätgotik und Renaissance und mit 65 Metern Länge und 40 Metern Breite die größte reine Hallenkirche der Spätgotik in Sachsen. Der Turm ist 78 Meter, der Innenraum der Kirche 28 Meter hoch. Sie ist das Wahrzeichen der Stadt und weithin sichtbar. Die St. Annenkirche wurde ursprünglich ab 1499 als katholisches Gotteshaus errichtet. 1539 wurde sie evangelisch-lutherisch.

## Kunsthistorischer Stellenwert
360°- Tour durch die St, Annenkirche

Link zum Bild

Die St. Annenkirche gilt als eines der bedeutendsten Beispiele der Spätgotik. Ihre plastische Ausstattung zeigt neben spätgotischer Kunst auch sehr frühe Formen der Renaissance in Mitteleuropa. Die für die ältere Gotik typische, meist streng nach oben strebende Formensprache wird hier in fantasievollen, verschlungenen Bauformen und Gewölbevarianten aufgelöst. Die auf die Antike zurückgreifende Formensprache der italienischen Renaissance zeigt sich teilweise in der Bauplastik und in Altarwerken.
Als Hallenkirche wird die St. Annenkirche auch als die am weitesten ausgereifte Vertreterin einer Reihe von Sakralbauten gewertet, die Ende des 15. und Anfang des 16. Jahrhunderts besonders im obersächsischen Raum entstanden sind. Wirtschaftliche Prosperität – befördert durch reiche Silberausbeute – trieb damals eine starke Bautätigkeit im Erzgebirge an. Die Bauformen der St. Annenkirche spiegeln sich unter anderem im Freiberger Dom, der St.-Marien-Kirche zu Marienberg und der St.-Wolfgangs-Kirche in Schneeberg. Eine deutliche Ähnlichkeit in der Innenraumgestaltung weist vor allem die Barbarakirche im böhmischen Kuttenberg (Kutná Hora) auf.
In einer mehr als 20 Jahre dauernden Sanierung wurden zahlreiche spätere Umbauten und Veränderungen beseitigt, sodass sich die St. Annenkirche im Inneren heute wieder nahezu im Originalzustand des 16. Jahrhunderts zeigt.

## Namensgebung

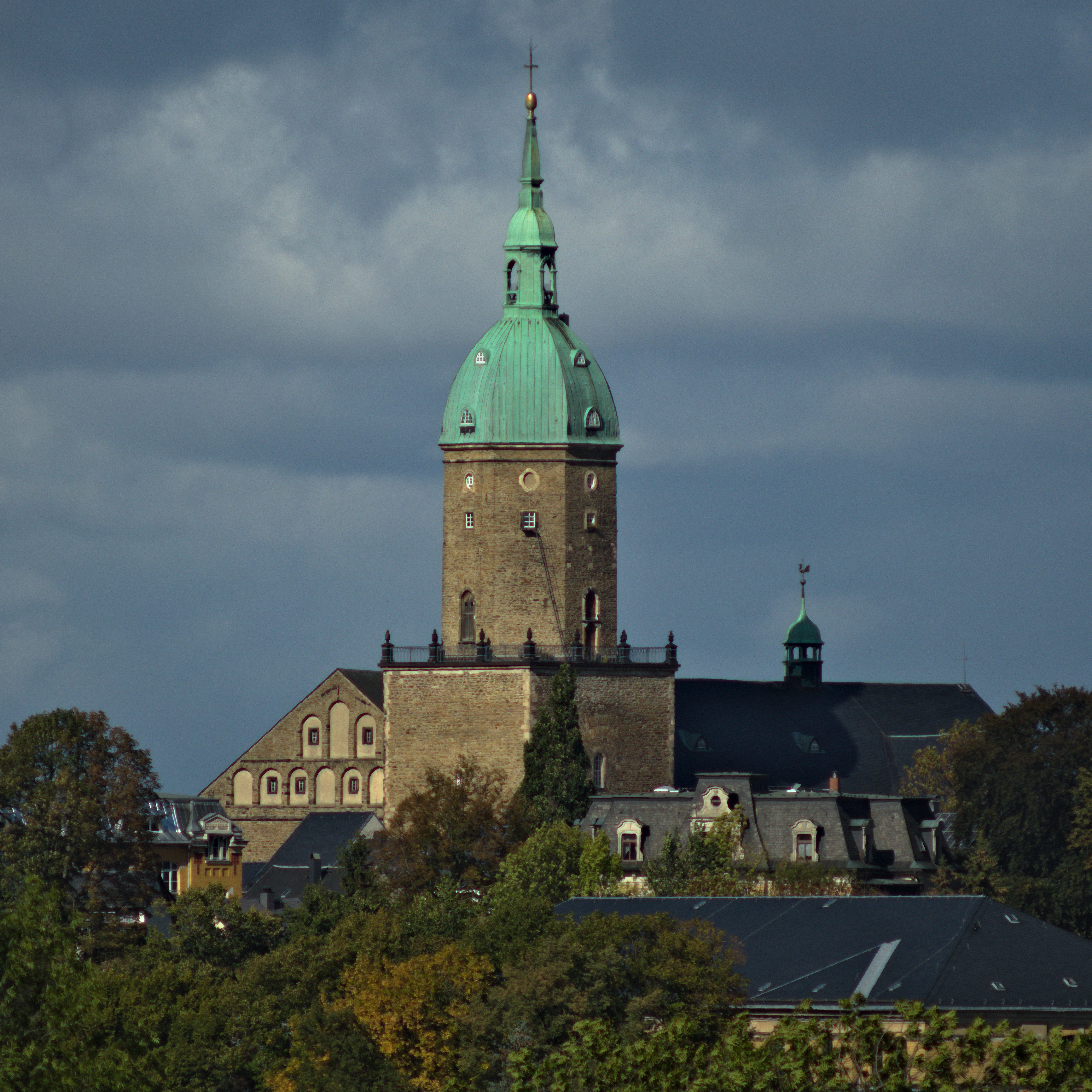
St. Annenkirche (Süd-West-Ansicht)

Als Schutzheilige der Bergleute spielte die Heilige Anna in der durch den Silberbergbau geprägten Gegend eine wichtige Rolle. Nachdem ihr zunächst die Kirche geweiht worden war, wurde sie auch Namensgeberin der neu angelegten Stadt. Von großer Bedeutung für die Namensgebung ist die Person von Herzog Georg dem Bärtigen zu sehen. Er war als katholisch gesinnter Stadtgründer und Bauherr der Kirche sehr daran interessiert, einen Annenkult entstehen zu lassen. Anna war seine Lieblingsheilige und ihr Patronatstag, der 26. Juli, seit 1495 in wettinischen Ländern ein Festtag. Für den Kult ließ er eigens heute verschollene Reliquien der Heiligen heranschaffen und finanzierte zur Hälfte den der Patronatsheiligen geweihten Hauptaltar. So wurde die Kirche im frühen 16. Jahrhundert zu einem religiösen Zentrum im albertinischen Sachsen.
Die symbolische Bedeutung der Heiligen Anna ist wohl in der Geburt Marias, die wiederum Jesus Christus gebar, zu sehen. Nach mittelalterlicher Vorstellung ist Christus das Gold und die Sonne, seine Mutter Maria das Silber. Anna hat Maria hervorgebracht, im Sinne der Bergleute brachte sie das Silbererz hervor. Mit ihrem Patronat schien ein reicher Ertrag sicher, da man sie auch als Helferin in Geldnot sah.

## Baugeschichte

### Baukonzeption
1497 wurde nach reichen Silberfunden die Neustadt am Schreckenberg (seit 1501 „St. Annaberg“) von Herzog Georg von Sachsen gegründet (Anlegung der Stadt seit 1496, Stadtgründungsurkunde von 1497). In dem von dem Humanisten und Mathematiker Ulrich Rülein von Calw entworfenen Bebauungsplan war die Fläche etwa 100 Meter oberhalb des Marktes von Anfang an für den Bau einer großen Kirche vorgesehen. Vermutlich wurde der Bauplatz bewusst so ausgewählt, dass die Kirche nach ihrer Fertigstellung die Stadt – von allen Himmelsrichtungen aus gesehen – dominieren würde. Städtebauliche Gründe hat vermutlich auch die Platzierung des massigen Turmes. Er schließt die vom Markt bergauf führende Große Kirchgasse optisch ab. Mit der konsequenten Verwendung von einheimischem Gneis passt sich die Kirche der rauen Erzgebirgslandschaft an. Der massive, etwas abweisende Eindruck, den der Bau von außen vermittelt, wird auch dadurch unterstützt, dass man auf die – für spätgotische Bauten typischen – Strebepfeiler an den Außenwänden fast gänzlich verzichtete.

### Kirchenbau

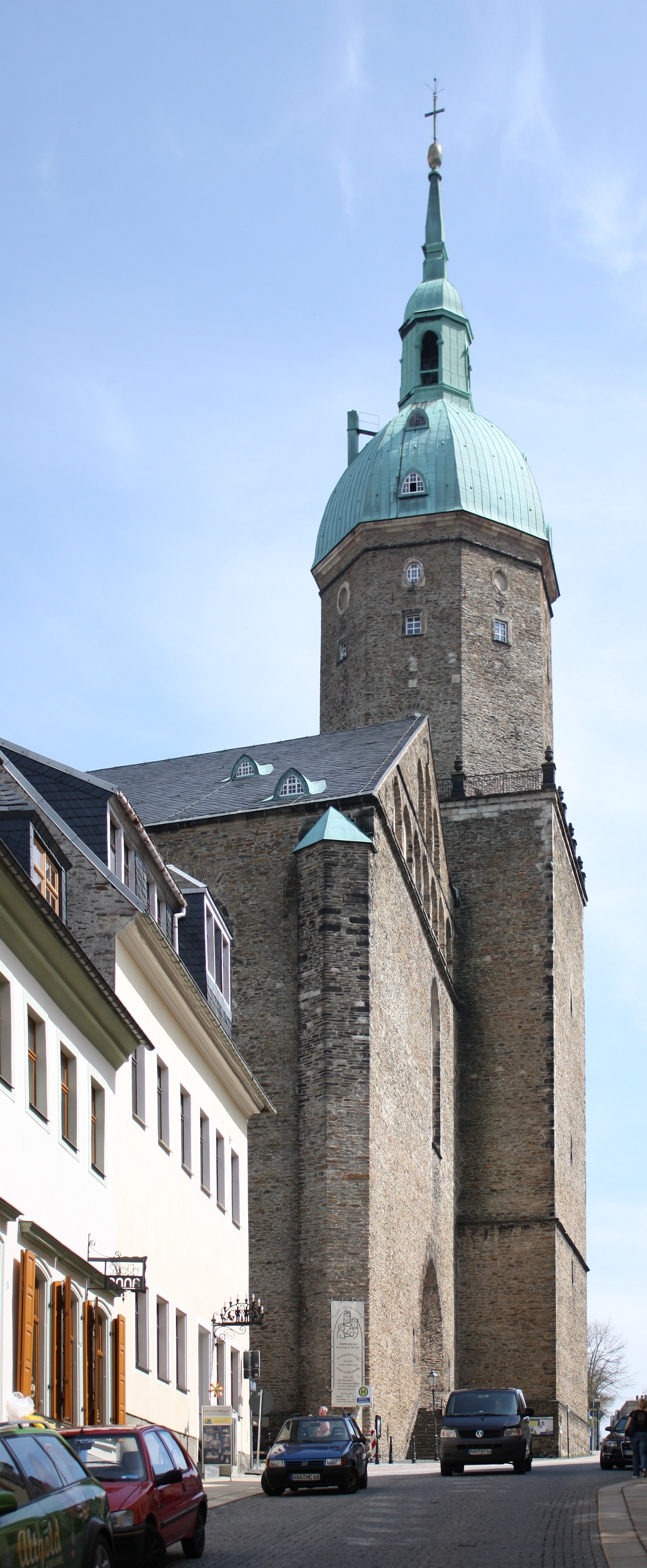
Kirchturm

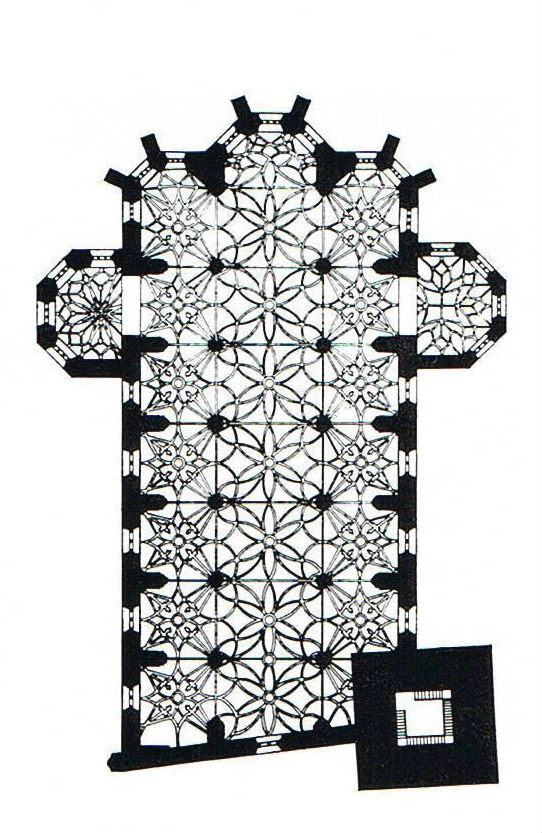
Grundriss

1499 wurde der Grundstein für die Kirche gelegt. Finanziert wurde der Bau durch den sächsischen Fürstenhof mit Ablassgeldern, Spenden sowie durch den Bergbau. Die Initiative zum Bau einer Kirche in einer solchen Größe ging vom damaligen Landesherren, Georg dem Bärtigen, aus. Wie sehr ihm der Bau am Herzen lag, zeigt auch die Größe der Reliquiensammlung, die er für die St. Annenkirche zusammentragen ließ und die den St. Annaberg zum Ziel von Wallfahrern werden ließ. Während der Bauarbeiten diente eine hölzerne Kirche inmitten der Baustelle der schnell wachsenden Gemeinde als Heimstatt. Als frühe Baumeister der Kirche werden Konrad Schwab (bzw. Konrad Pflüger) und Peter Ulrich (Peter von Pirna), der zuvor an der Marienkirche in Pirna südlich von Dresden gearbeitet hatte, genannt. 1512 wurde die provisorische Holzkirche abgebrochen und mit den Arbeiten an Dachkonstruktion und Gewölben begonnen.
Nach dem Tod von Peter Ulrich übernahm Jacob Haylmann aus Schweinfurt, ein Schüler des Prager Baumeisters Benedikt Ried, 1515 die Bauarbeiten. Die Konzeption des Innenraumes mit den markanten Schlingrippengewölben und die an drei Seiten umlaufenden Emporen tragen seine Handschrift. Unter seiner Leitung wurde die Dachkonstruktion vollendet, die selbsttragend auf den Pfeilern und Außenmauern liegt und damit eine bemerkenswerte technische Neuerung darstellte. Die Gewölbe wurden erst später eingebaut. Sie haben damit keine statische, sondern allein raumgestalterische Bedeutung. Wenig später wurde das Dach mit Kupfer gedeckt. Prägend für die Ausgestaltung des Kirchenraumes wurde vor allem das Wirken des Bildhauers Franz Maidburg (auch Franz Magdeburg). Die spätgotische Kanzel und die bereits von Frührenaissanceelementen beeinflussten Emporenreliefs sind auf die Arbeit seiner Werkstatt zurückzuführen. Das 1518 gefertigte Portal der sogenannten Alten Sakristei, die ein jüngerer Anbau für die Reliquiensammlung war, stammt ebenfalls von Franz Maidburg. Dabei handelt es sich um ein frühes Bildhauerwerk der Renaissance in Obersachsen. Anfang der 1520er Jahre wurden auch die Altäre fertiggestellt. 1525 war der Kirchenbau vollendet.

### Bauliche Veränderungen

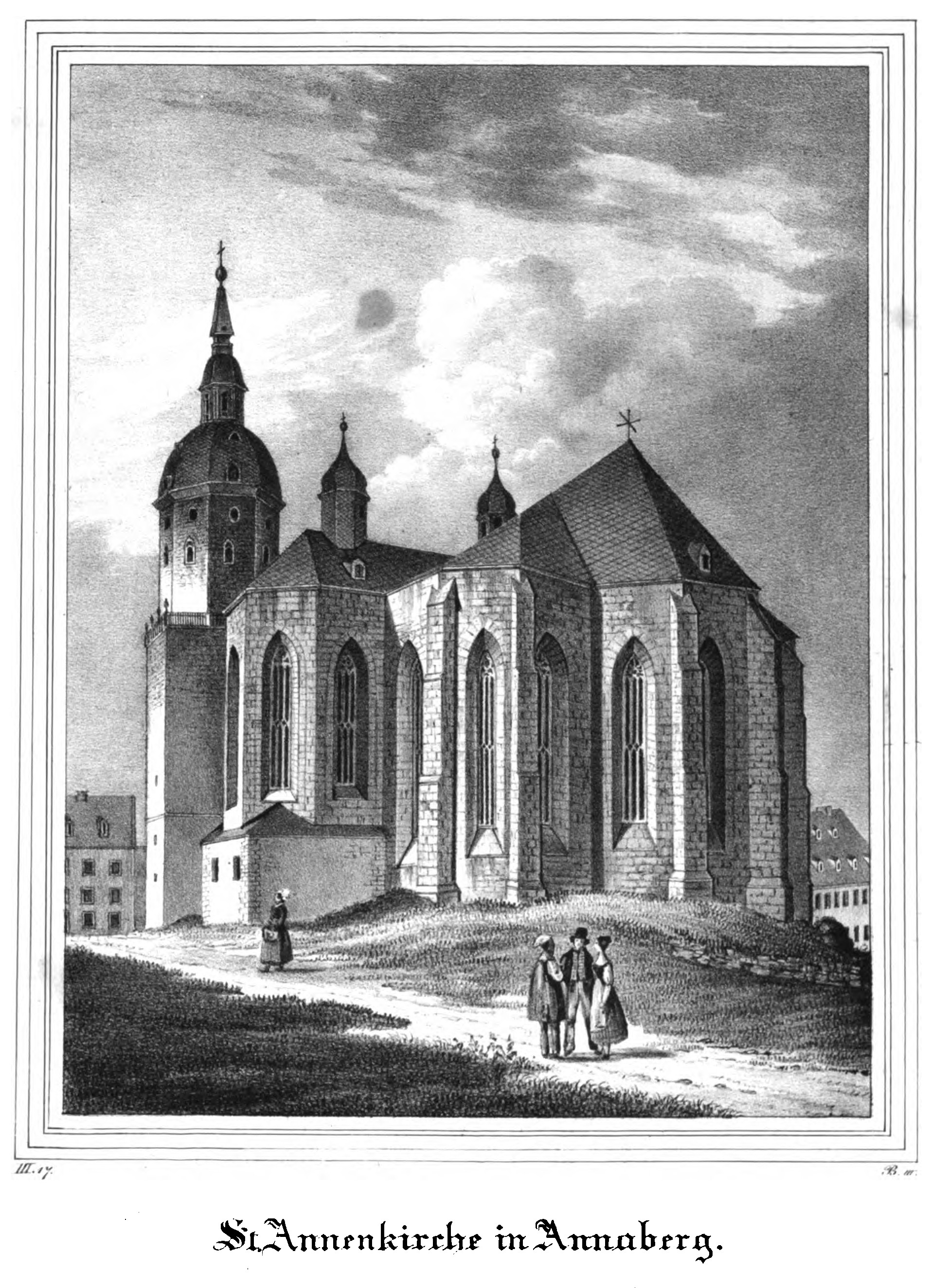
Kirche im 19. Jahrhundert

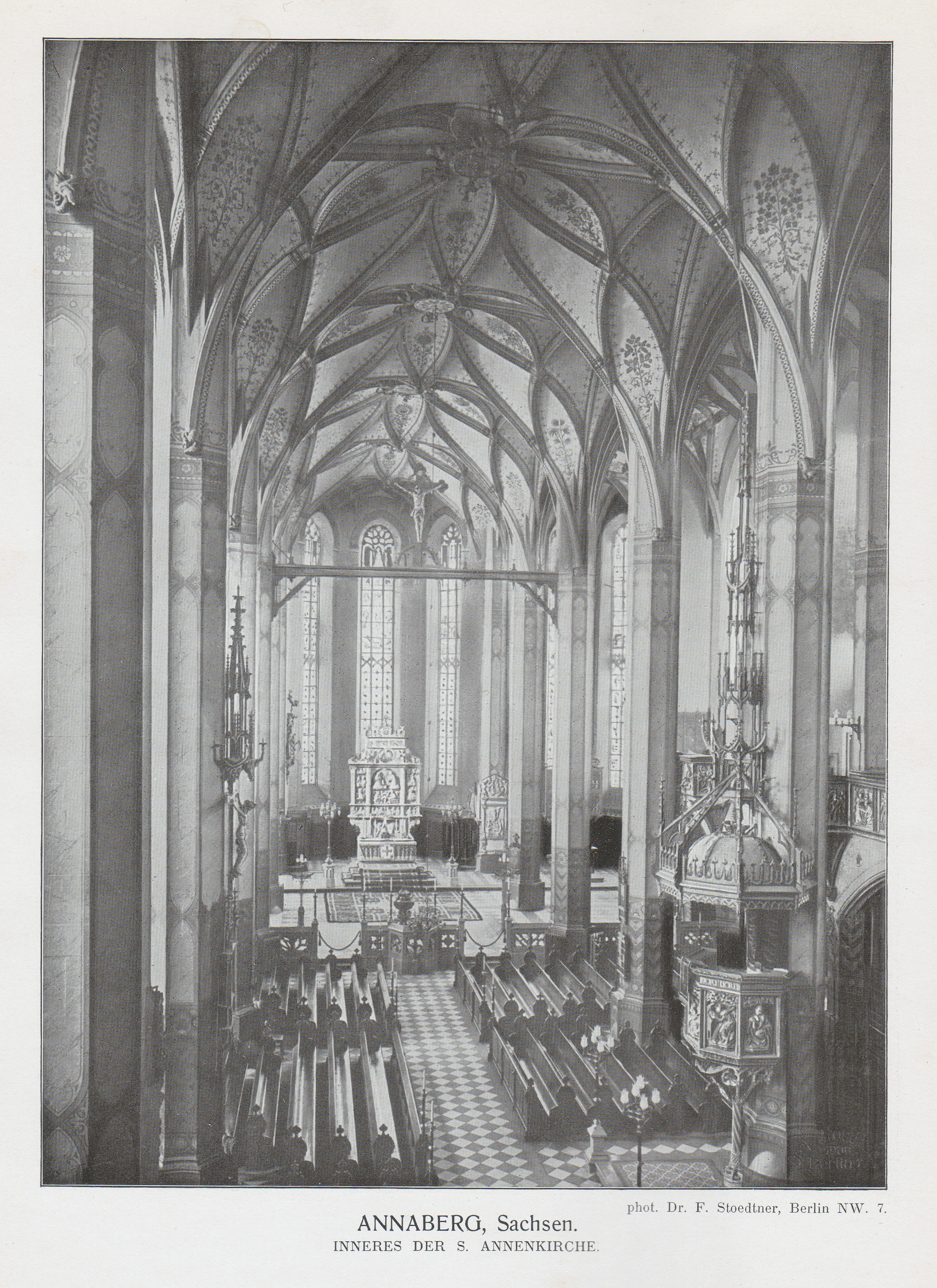
Mittelschiff, etwa 1900

Beim verheerenden Stadtbrand im Jahr 1604 wurde das Dach der Kirche beschädigt. Sonst blieb der Bau von Zerstörungen weitgehend verschont. Von 1688 bis 1692 wurde die Kirche komplett restauriert. 1731 und 1813 beschädigten Blitzeinschläge die Kirche. Daraufhin erhielt der Turm die Haube in ihrer heutigen Form.
Von 1875 bis 1884 erfolgte unter dem Eindruck einer allgemeinen historisierenden Sichtweise in der Architektur eine neugotische Umgestaltung des Innenraumes. Die alten Butzenscheiben wurden durch farbige Fenster ausgetauscht. In dieser Zeit wurde auch die große neue Orgel der Firma Walcker eingebaut. In den 1920er Jahren erfolgte eine nochmalige Übermalung des Innenraums. Dabei wurden vor allem zahlreiche neugotische Stilelemente getilgt und ein insgesamt schlichterer Raumeindruck erreicht. Gleichzeitig erhielt die Kirche ihre heutige äußere Gestalt, indem der Außenputz entfernt wurde und das große Eingangsportal mit Freitreppe an der Westseite aus Bruchsteinen eines Gneises entstand.
1925 wurde eine alte Sakristei in eine Gedächtniskapelle für die Gefallenen des Ersten Weltkriegs umgestaltet. Die künstlerische Gestaltung übernahm der Thüringer Maler Ernst Müller-Gräfe. Die Monatszeitschrift „Der Kunstwart“ urteilte dazu 1926, dass diese Arbeiten „zu den bedeutendsten Monumentalwerken der Zeit gehören und berufen sind, ihren Schöpfer weithin bekannt zu machen …Wände, Decke und Fenster hat er mit Bildern, Schrift und Ornament reich bemalt; das Rauminnere wirkt wie ein großer, kostbarer Heiligenschrein, darin die Gefühle der Pietät und Ehrerbietung für die vom Krieg dahingerafften Söhne des alten Städtchens symbolisiert erscheinen.“ Zu dem Werk gehörte auch ein Zyklus von Tafelbildern, u. a. „Leidende“ und „Trauernde“. In der Aktion „Entartete Kunst“ wurden dieses Werke 1937 von den Nazis entfernt. Die Bilder wurden in Dresden eingelagert, wo sie 1945 verbrannten.

### Restaurierung im 20. Jahrhundert
Seit Beginn der 1970er Jahre wurde die St. Annenkirche einer umfassenden Restaurierung unterzogen. Im Kircheninneren stand dabei vor allem im Vordergrund, den ursprünglichen, spätgotischen Raumeindruck wiederherzustellen. Dazu mussten unter anderem fünf verschiedene Schichten von Übermalungen aus den Jahren 1688–1691, 1731, 1830, 1881–1884 und 1927 entfernt werden. Darunter hatte sich die originale Ausmalung von 1520 zum Teil noch sehr gut erhalten. Das ermöglichte es, die Farbgebung im Inneren so wiederherzustellen, wie sie 1525 bestanden hatte. An einzelnen Stellen wurde der Auffindezustand beibehalten. Die Restaurierung des Innenraumes erfolgte schwerpunktmäßig zwischen 1975 und 1979.
Aufwändig restauriert wurden auch die Altäre sowie die Walcker-Orgel. 1996 waren die Arbeiten im Inneren der Kirche abgeschlossen.
Auch am Baukörper waren Restaurierungs-Arbeiten notwendig. Außenmauern, Dach und Dachstuhl wurden zwischen 1973 und 1976 umfassend saniert. Die EKD stellte zwischen 1973 und 1975 die Summe von 652.000 D-Mark bereit, damit über ein Kirchenbauprogramm in der DDR dieselbe Summe in DDR-Mark für Sanierungs-Bauleistungen dieses Sakralbaus verfügbar war.

## Innenraum und Ausstattung

### Gewölbe

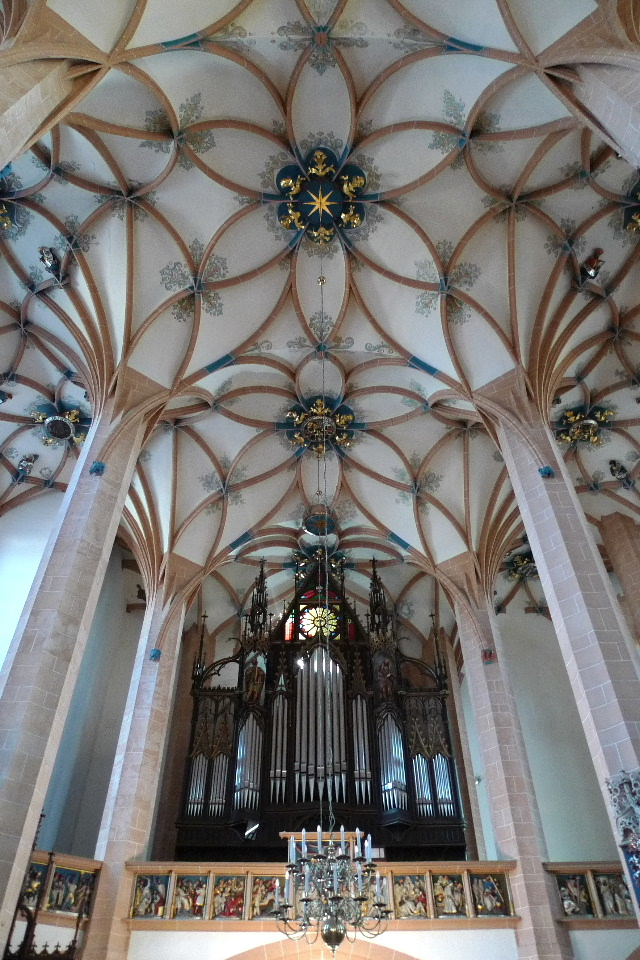
Blick auf die Orgel und das Gewölbe im Mittelschiff

Die St. Annenkirche ist eine dreischiffige Hallenkirche. Das von Jacob Haylmann geschaffene Gewölbe überspannt den gesamten Innenraum. Für Martin Warnke, Autor des zweiten Bandes der Geschichte der deutschen Kunst, ist dieses Gewölbe der „Held des Innenraumes“ der St. Annenkirche. „Die Wölbung“, schreibt Warnke, „löst sich von ihren Trägern ab und bietet einen eigenen Schauraum an. Die Rippen bilden in den Seitenschiffen wesentlich lebhaftere Figurationen. Die sechsteiligen Schlingen- oder Schleifenblüten in den Jochfeldern des Mittelschiffs sind nicht sogleich zu erkennen, da die Rippen alle den gleichen Querschnitt haben. Das Auge muß die Figuren in jedem Joch ausgrenzen und immer neu herausarbeiten. Es kann sie den Schlußsteinen mit großen, aus Zinn geschnittenen Blattwerkrosetten zuordnen, die ursprünglich noch durch Holzreliefs betont waren. Die Scheidegurte der Joche leiten den schlingernden Fluß der Schleifenrippen in Längsrichtung, während dezente Gurtgrate ihn in Querrichtung rhythmisieren. Die Sterne setzen Spitze gegen Spitze und vereinen sich im Langhaus zu einer Blütenkette, die zur flachen Hauptapsis hinstrebt, in die aus tief herabgeführten Fenstern reichlich Licht einströmt.“

### Emporenreliefs
Den Innenraum umschließen an drei Seiten Emporen. An den Brüstungen sind insgesamt 100 Relieftafeln angebracht, die im Wesentlichen auf Franz Maidburg zurückgehen. Den Beginn der Reliefs markieren an der Süd- und Nordseite die jeweils zehn weiblichen und männlichen Lebensalterdarstellungen. Dabei ist im Abstand von 10 Jahren jedem Alter ein Relief zugeordnet, dass jeweils zeitgenössisch gekleidete Frauen und Männer im betreffenden Alter zeigt. Sie tragen Wappenschilde, auf denen Tiere (beispielsweise Löwe, Pfau, Fledermaus) abgebildet sind, die typische Charaktere verkörpern sollen. Dem hundertsten Jahr ist der Sensenmann zugeordnet.
Die anderen Reliefs bilden eine Bilderbibel, beginnend mit der Erschaffung der Welt über den Sündenfall, der Geburt und dem Leben Jesu, die Martyrien der Apostel bis zum Weltgericht. Höhepunkt und Zentrum des Zyklus bildet die Kreuzigung Jesu in der Mitte der Westempore.

### Kanzel
Die Kanzel befindet sich aus akustischen Gründen an einem Pfeiler in der Mitte des Hauptschiffes. Sie ist ebenfalls ein Werk von Franz Maidburg. Bemerkenswert sind die Reliefs an den Brüstungen, die eine ausgesprochen lebensnahe Formensprache aufweisen und damit eindeutig der Frührenaissance zugeordnet werden können. Die Darstellung der Heiligen Anna mit Maria und dem nach der Mutter strebenden Jesuskind, kirchliche Würdenträger vertieft in ihre Lektüre oder die Figur eines Bergmannes bei der Arbeit am Kanzelaufgang zeigen sehr reale Züge und eine alltäglich-menschliche Körpersprache.

### Bergaltar

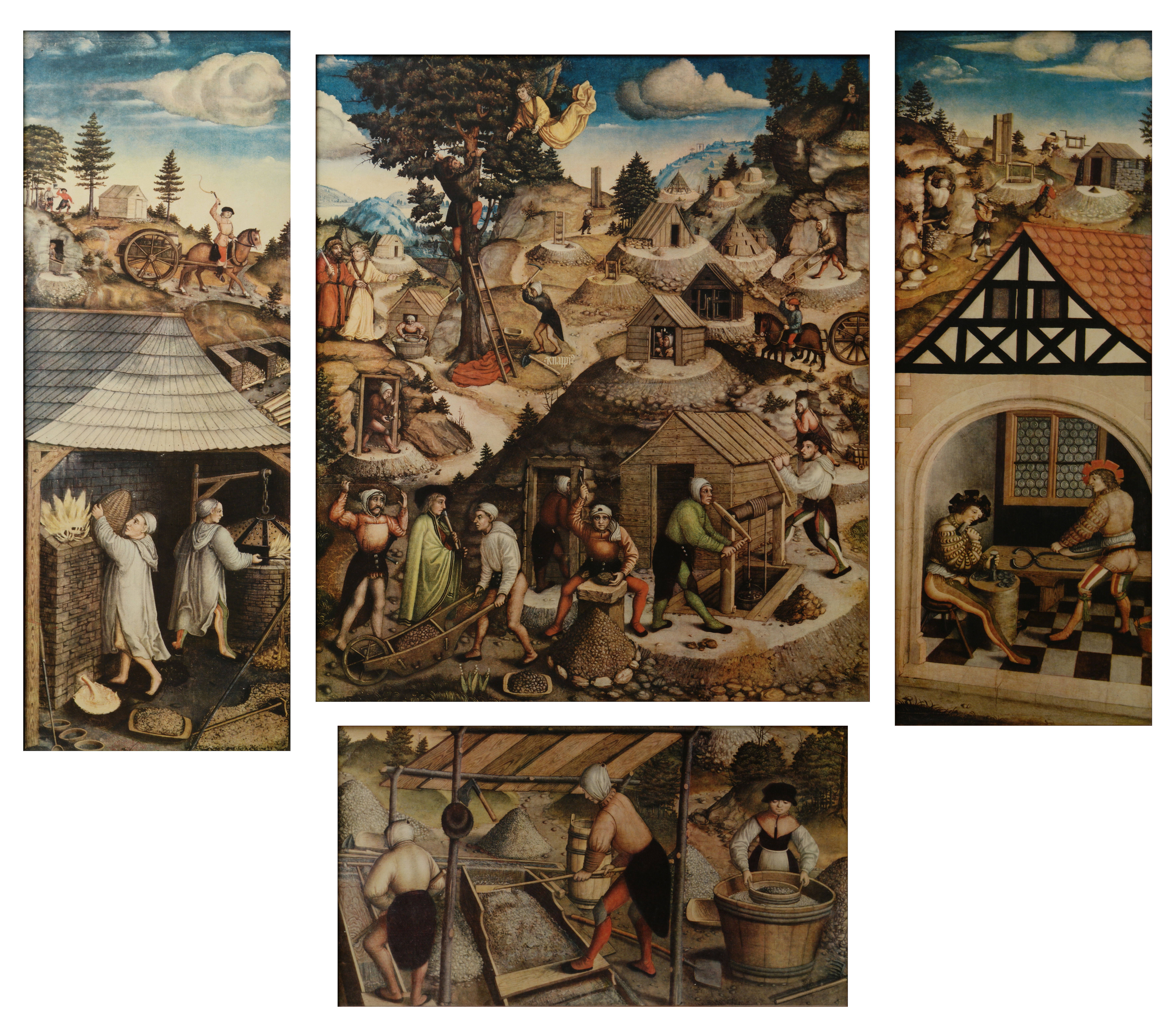
Bildtafeln auf der Rückseite des Annaberger Bergaltars

Von den verschiedenen Altären in der St. Annenkirche ist der 1521 geweihte Bergaltar der bemerkenswerteste. Er verbindet in vielerlei Hinsicht Formen der Gotik mit Einflüssen der Renaissance. Seine hohe kunstgeschichtliche Bedeutung und überregionale Bekanntheit gewinnt er aus den vier Bildtafeln auf seiner Rückseite. Die dem Maler Hans Hesse zugeschriebenen Werke zeigen eindrucksvoll eine erzgebirgische Bergbaulandschaft und bergmännisches Leben vor 500 Jahren. Der Altar wurde von der Bergknappschaft in Auftrag gegeben.

#### Komposition
Äußerst lebensnah sind die wesentliche Aspekte der Silbergewinnung dargestellt, von der Erschließung eines neuen Bergwerkes, bergbaulichen Anlagen und in den Berg einfahrenden Bergleuten über Silberwäscher und Schmelzer bis zur Münzprägung. Die große Mitteltafel widmet sich dabei der Förderung des Silbererzes, in den drei kleineren Seitentafeln wird über dessen Weiterverarbeitung berichtet.
Der Prozess der Erzgewinnung und -verarbeitung ist facettenreich und mit hoher Detailtreue dargestellt. Insofern gewinnt der Altar nicht nur hohen kunsthistorischen, sondern auch wirtschaftsgeschichtlichen Wert. Der Maler arbeitet dabei in ausgereifter Weise mit Mitteln der Perspektive – Größenabstufung und farblicher Differenzierung von braun zu blau zum Hintergrund.
Die Darstellung des Bergmannes bzw. des bergmännischen Berufsalltages zeugt von einer geistlichen Überhöhung der Arbeitswelt. Dies verweist bereits sehr stark in die reformatorische Renaissance, obwohl die Reformation erst gut 20 Jahre später in Annaberg Einzug hielt. Die Figuren der bergmännischen Arbeitswelt sind nahezu ausnahmslos in Erdtönen gehalten und wirken stellenweise wie mit dem Berg verschmolzen. Genau im Mittelpunkt der vier Bildtafeln findet sich die Figur eines Häuers, der durch seine in stärkerem Rot gehaltene Kleidung besonders betont wird. Es ist zudem die einzige Figur, die den Betrachter direkt anschaut und so als ein zentraler Zugangspunkt in die Bilderwelt des Bergaltars fungiert.

#### Silberförderung (Mitteltafel)
Die Mitteltafel zeigt eine vielgestaltige Bergbaulandschaft voller Halden, Schächte, Stollen, Göpel und Huthäuser. Bergleute werden beim Einfahren in die Bergwerke gezeigt, andere kippen Geröll ab. Im Vordergrund sind neben dem Hauer zwei Haspelknechte zu sehen, die das Erz per Eimer aus einem Schacht nach oben befördern. Die Darstellung der Silberförderung setzt sich vereinzelt in den beiden Seitentafeln im Hintergrund fort, so in der Figur eines Ganghäuers (rechte Tafel im Hintergrund), der gerade mit der Anlage eines neuen Stollens beginnt. An gleicher Stelle sind bergbauliche Entlüftungsanlagen und zwei Bergzimmermänner dargestellt.

#### Verarbeitung des Silbers (Nebentafeln)
Die Predella zeigt den nächsten Schritt der Erzverarbeitung, die Silberwäsche, eine Tätigkeit, die häufig auch von Frauen ausgeübt wurde. Auf der linken Seitentafel dominiert eine Schmelzhütte. Schmelzer kippen abwechselnd Holzkohle und Erz in den Schmelzofen, unten läuft flüssiges Silbererz heraus. Auf der rechten Seitentafel sind die Münzer abgebildet. Die Münze ist als herrschaftliches Gebäude dargestellt, die Münzer selbst edler gekleidet.

#### Geistliche Bezüge
Nur zwei Elemente der Gemälde gehen über die konkrete Arbeitswelt der Bergleute hinaus und weisen explizit einen geistlichen, metaphysischen Bezug auf. Im linken oberen Viertel der mittleren Bildtafel ist die Gründungslegende von Annaberg dargestellt: Daniel Knappe erscheint im Traum ein Engel, der ihm von einem großen Baum am Schreckenberg berichtet, in dessen Geäst ein Schatz zu finden sei. Knappe entdeckt den Baum und klettert hinauf. Vergeblich. Der Engel erscheint erneut und spricht „Suche bei den Wurzeln“. Knappe gräbt und stößt auf eine reiche Silberader. Seine Axt hat er in den Stamm gerammt. Mit einem Axtwurf wurden in den Anfangstagen des Annaberger Bergbaus Schürfrechte vergeben – diesen Aspekt zeigt auch eine Figurengruppe auf der linken Bildtafel im Hintergrund. Die einzige auf den Bildtafeln dargestellte Heiligenfigur ist der als Bergbaupatron verehrte St. Wolfgang. Die Figur ist unmittelbar in die bergmännische Arbeitswelt integriert und Teil von ihr. Nur durch den leuchtend grünen Mantel hebt sich die Heiligengestalt von der Gruppe der Bergleute ab.

#### Vorderseite
Die Vorderseite des Bergaltars weist mit seinem hohen Gesprenge typisch gotische Formen auf und ist einer der wenigen in dieser Form erhaltenen Altäre in Sachsen. In Ornamentik und Figuren eröffnen sich jedoch bereits klare Züge der Renaissance. In geöffnetem Zustand zeigt der Altar geschnitzte Szenen aus der Passionsgeschichte – im Mittelschrein eine figurenreiche Darstellung der heiligen Nacht. Geschlossen zeigen vier gemalte Bildtafeln Szenen aus dem Marienleben. Auf der Vorderseite stellen Bergmannsfiguren, die biblischen Darstellungen beigefügt sind, den Bezug zum Auftraggeber des Altars her.

### Hauptaltar

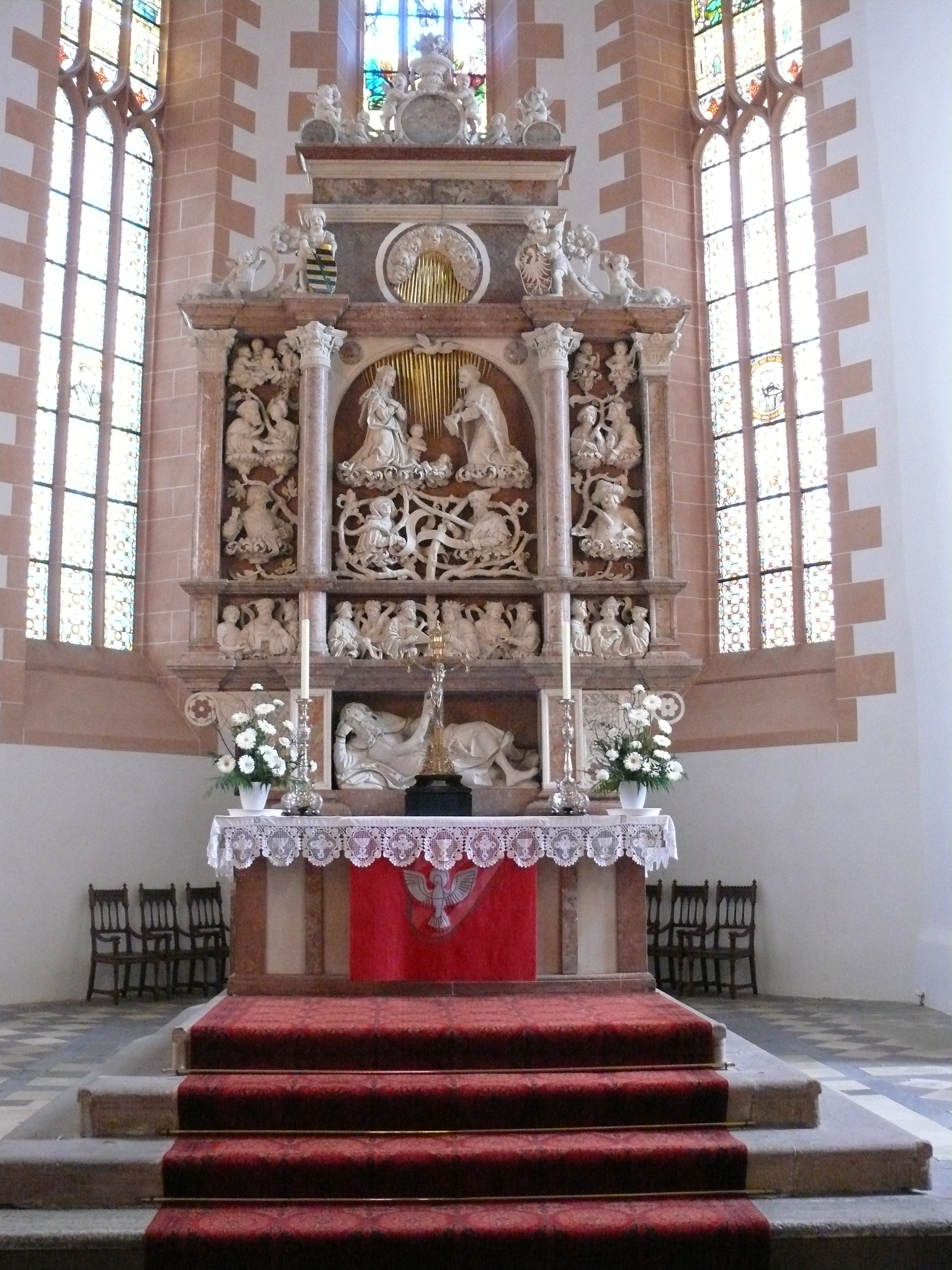
St. Annenkirche (Annaberg), Hauptaltar

Der Hauptaltar wurde bis 1522 aus verschiedenen Marmorsorten gefertigt und stellt die sogenannte „Wurzel Jesse“, den Stammbaum Jesu dar. Er zeigt klar die Formensprache der Frührenaissance und wurde vom Bildhauer Adolf Dauher mit seinem Sohn Hans Daucher erstellt.

### Münzeraltar und Bäckeraltar

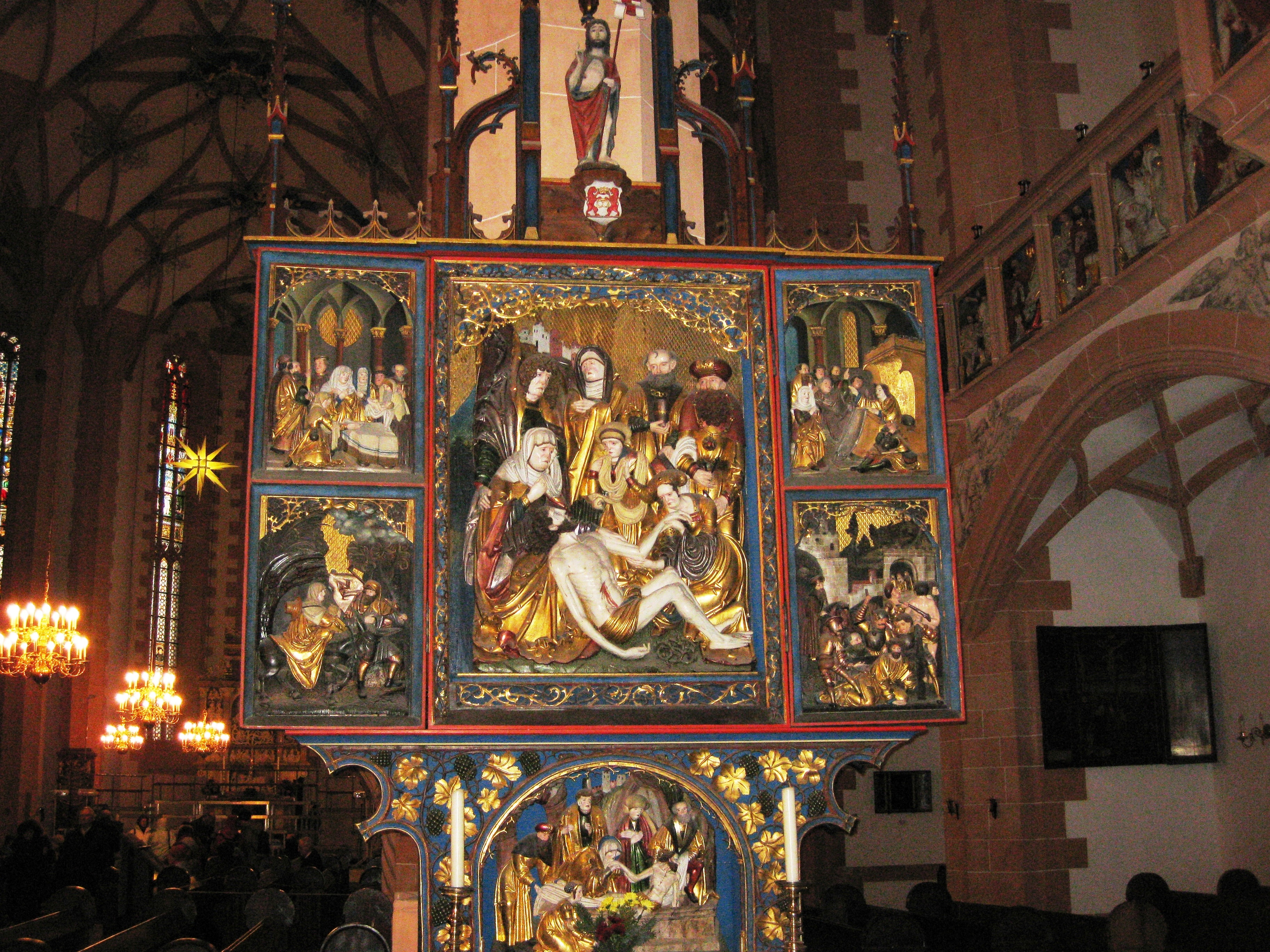
Bäckeraltar

Im südlichen Chor befindet sich der ebenfalls 1522 geweihte Münzeraltar, gestiftet von dem zur Hochzeit des Bergbaus einflussreichen Berufsständen der Münzer und Schmelzer. Auch die Bäckerinnung stiftete einen eigenen Altar. Neben den Münzern gehörten die Bäcker zu den bedeutendsten und ersten organisierten Innungen.
Beide Altäre sind Werke Christoph Walthers (1475–1546). Der Bäckeraltar zeigt im Mittelschrein eine „Beweinung Christi“, auf den Seitenflügeln sind Jesu Kindheit und Passionsgeschichte und auf der Predella die Grablegung Christi dargestellt. Die Außenseiten zieren Gemälde der Verkündigung. Nach schweren Beschädigungen, die im Lauf der Zeit entstanden waren, wurde der Altar in den 1990er Jahren einer umfassenden Restaurierung unterzogen.

### Pflockscher Altar
In der Kapelle der Familie Pflock – einflussreiche Eigner von Bergwerken im 16. Jahrhundert – steht ein weiterer kunsthistorisch interessanter Altar des Meisters des Pflockschen Altars.

### „Schöne Tür“

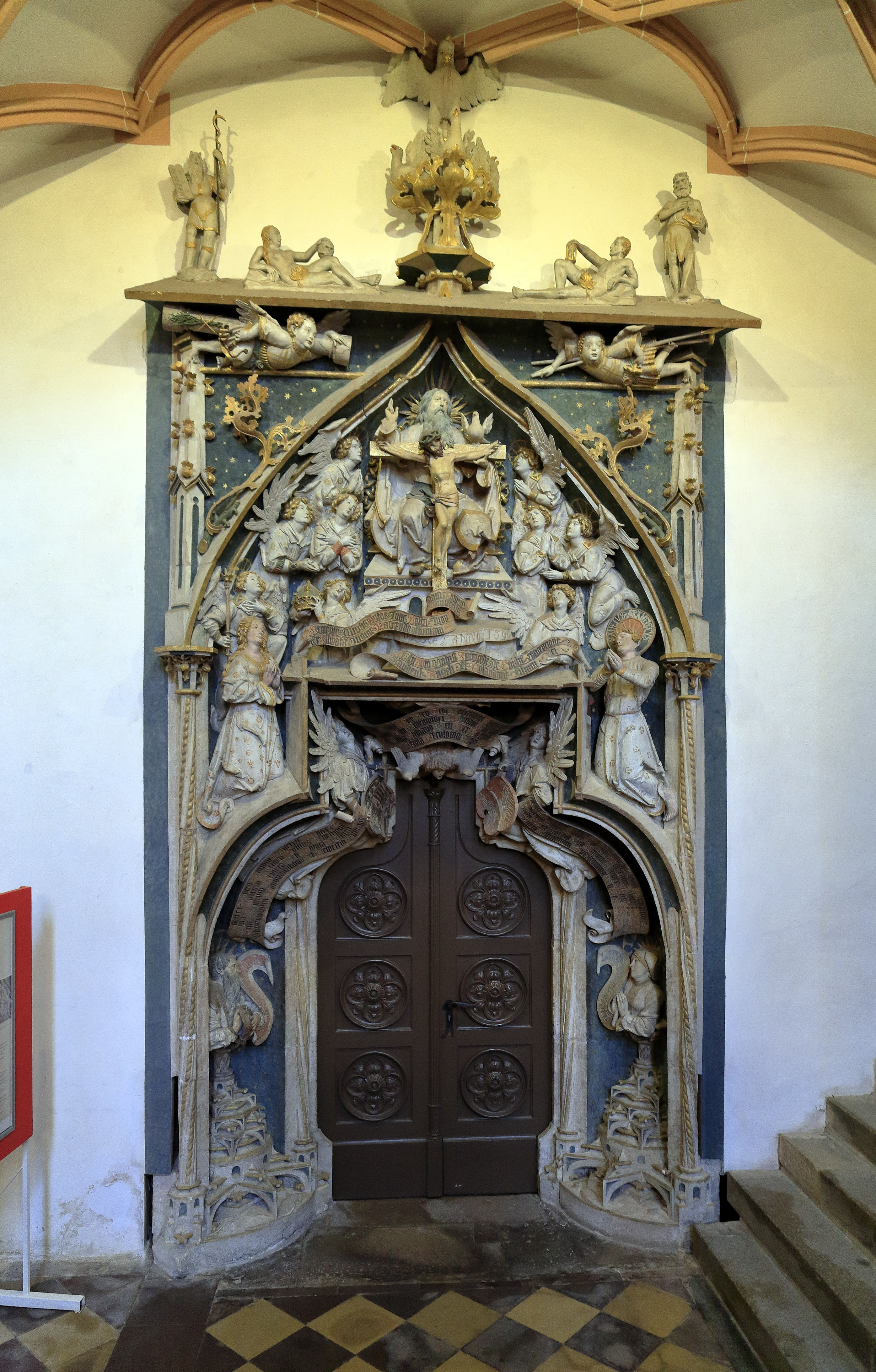
Schöne Tür aus dem Annaberger Franziskanerkloster

Die 1512 von dem Meister H. W. (oft nicht ganz gesichert als Hans Witten identifiziert) geschaffene Schöne Tür befand sich ursprünglich am Annaberger Franziskanerkloster und wurde nach dessen Auflösung 1577 in die St. Annenkirche umgesetzt. Das Portal beeindruckt durch seinen reichen figürlichen Schmuck, in dessen Zentrum eine Kreuzigungsszene steht.

### Taufstein
Auch der Taufstein ist ein Werk von Hans Witten und stammt aus den 1520er Jahren. 1556 wurde er in die St. Annenkirche versetzt. Der Taufstein hat die Form eines Kelchs und ist im Hauptschiff vor dem Hauptaltar aufgestellt. Er wurde aus einer sehr hellen, einfarbigen Varietät des Zeisigwald-Tuffs gefertigt.

## Orgeln

### Hauptorgel

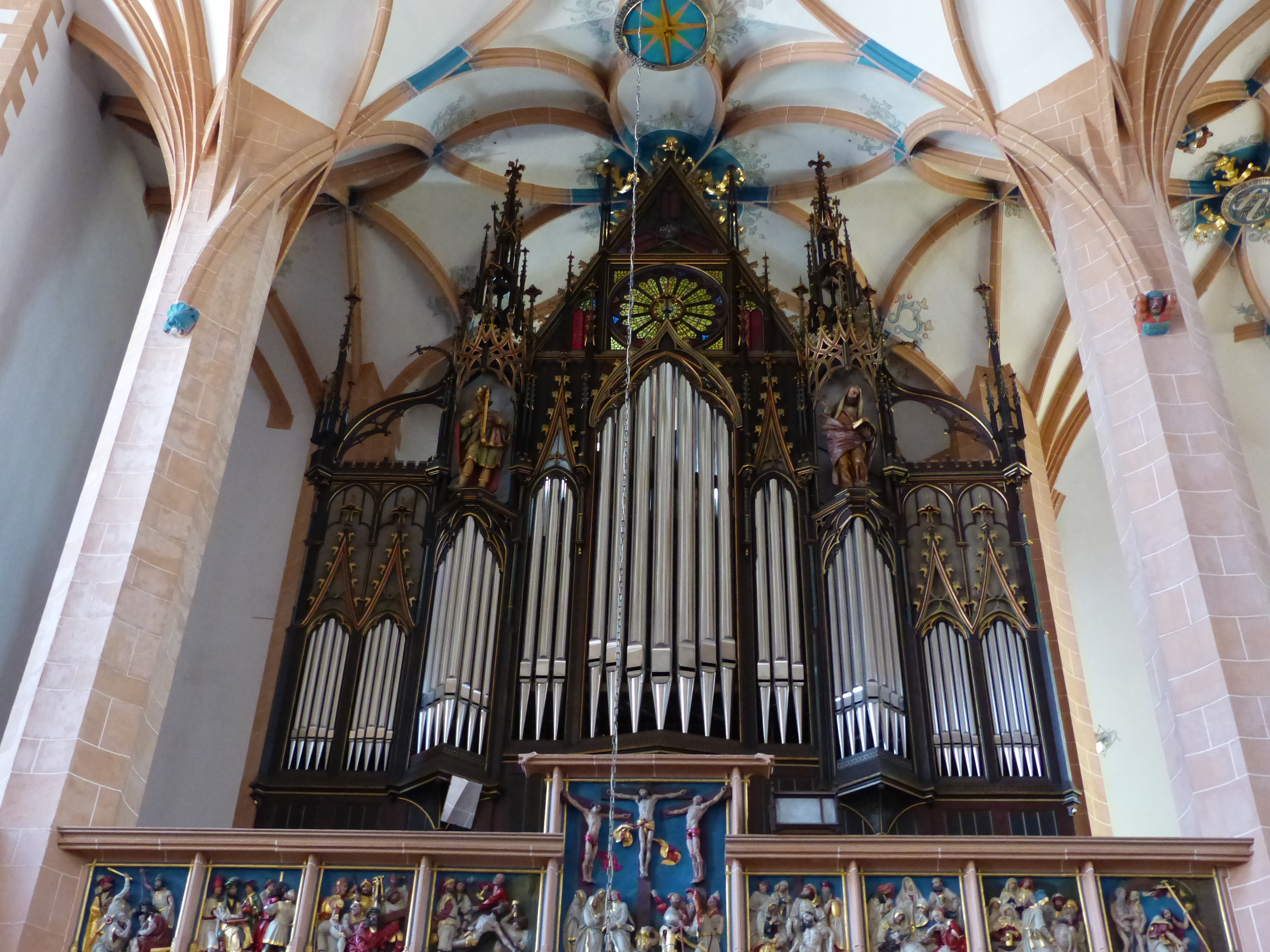
Walcker-Orgel

Die große Orgel der St. Annenkirche wurde in den Jahren 1883/1884 von Eberhard Friedrich Walcker aus Ludwigsburg mit ursprünglich 56 Registern (Kegelladen) auf drei Manualen und Pedal erbaut. Das Instrument hatte mechanische Trakturen und eine Barkermaschine im Hauptwerk. 1894 wurde das Instrument durch die Gebrüder Jehmlich (Dresden) mit pneumatischen Trakturen ausgestattet und um 11 Register erweitert. In einer 1975 begonnenen Restaurierungs- und Renovierungsphase wurde die Orgel durch die Firma Eule (Bautzen) grundlegend saniert und weitgehend in den ursprünglichen Zustand zurückversetzt, jedoch um einige Register erweitert. Dieses Restaurierungsprojekt wurde im Oktober 1995 mit der Wiedereinweihung der Walcker-Orgel abgeschlossen. Heute sind alle Manualwerke und die Registertrakturen mit Barkerhebeln ausgestattet. Das Instrument hat 65 Register bei folgender Disposition:
| I Hauptwerk C–f3 |                 |        |
| 01.              | Principal       | 16′    |
| 02.              | Flauto maior    | 16′    |
| 03.              | Principal       | 08′    |
| 04.              | Bourdon         | 08′    |
| 05.              | Gemshorn        | 08′    |
| 06.              | Hohlflöte (n)   | 08′    |
| 07.              | Doppelflöte     | 08′    |
| 08.              | Quintatön       | 08′    |
| 09.              | Viola di Gamba0 | 08′    |
| 10.              | Dolce           | 08′    |
| 11.              | Quinte          | 5 1⁄3′ |
| 12.              | Oktav           | 04′    |
| 13.              | Rohrflöte       | 04′    |
| 14.              | Gemshorn        | 04′    |
| 15.              | Quinte          | 2 ⁄3′  |
| 16.              | Oktav           | 02′    |
| 17.              | Mixtur VI       | 04′    |
| 18.              | Cornett IV–V    | 08′    |
| 19.              | Mixtur IV (n)   | 02′    |
| 20.              | Fagott          | 16′    |
| 21.              | Trompete        | 08′    |
| 22.              | Clairon         | 04′    |

| II Positiv C–f3 |                  |       |
| 23.             | Quintatön        | 16′   |
| 24.             | Principal        | 08′   |
| 25.             | Gedeckt          | 08′   |
| 26.             | Spitzflöte       | 08′   |
| 27.             | Salicional       | 08′   |
| 28.             | Aeoline          | 08′   |
| 29.             | Voix celeste     | 08′   |
| 30.             | Principal        | 04′   |
| 31.             | Flauto dolce     | 04′   |
| 32.             | Viola            | 04′   |
| 33.             | Quinte (n)       | 2 ⁄3′ |
| 34.             | Piccolo          | 02′   |
| 35.             | Superoktave0 (n) | 01′   |
| 36.             | Mixtur IV–V (n)  | 02′   |
| 37.             | Cymbal III       | 2 ⁄3′ |
| 38.             | Oboe             | 08′   |

| III Schwellwerk C–f3 |                        |       |
| 39.                  | Bourdon                | 16′   |
| 40.                  | Geigenprincipal        | 08′   |
| 41.                  | Lieblich Gedackt       | 08′   |
| 42.                  | Concertflöte           | 08′   |
| 43.                  | Harmonika              | 08′   |
| 44.                  | Fugara                 | 04′   |
| 45.                  | Principal              | 04′   |
| 46.                  | Traversflöte           | 04′   |
| 47.                  | Waldflöte (n)          | 02′   |
| 48.                  | Harmonia aetheria III0 | 2 ⁄3′ |
| 49.                  | Mixtur IV (n)          | 1 ⁄3′ |
| 50.                  | Clarinette             | 08′   |
| 51.                  | Vox humana             | 08′   |
|                      | Tremolo (Nr. 51)       |       |
|                      | Tremulant (II+III)     |       |

| Pedal C–d1 |               |        |
| 52.        | Principalbass | 32′    |
| 53.        | Principalbass | 16′    |
| 54.        | Violonbaß     | 16′    |
| 55.        | Subbass       | 16′    |
| 56.        | Bourdon doux  | 16′    |
| 57.        | Oktavbass     | 08′    |
| 58.        | Flötenbass    | 08′    |
| 59.        | Violoncello   | 08′    |
| 60.        | Oktav         | 04′    |
| 61.        | Mixtur VI (n) | 5 1⁄3′ |
| 62.        | Posaunenbass0 | 32′    |
| 63.        | Posaunenbass  | 16′    |
| 64.        | Trompete      | 08′    |
| 65.        | Clairon       | 04′    |

- Koppeln: II/I, III/I, III/II, I/P, II/P, III/P
- Spielhilfen: Feste Kombinationen (pp, p, mf, f, ff, tutti), Schwelltritt für Nr. 38, Schwelltritt für III. Manual, Registerfessel, Walze, Generalkoppel
- Anmerkung: (n) - 1995 hinzugefügt bzw. rekonstruiert

### Chororgel
Weiterhin verfügt die Kirche über eine Chororgel der Firma Eule (II/P/12). Die Disposition lautet wie folgt:
| I Hauptwerk C–g3 |               |    |
| 1.               | Rohrflöte     | 8′ |
| 2.               | Principal     | 4′ |
| 3.               | Blockflöte    | 2′ |
| 4.               | Mixtur IV     |    |
| 5.               | Rohrschalmei0 | 8′ |
|                  | Tremulant     |    |

| II Manual C–g3 |                      |    |
| 06.            | Gedackt              | 8′ |
| 07.            | Rohrflöte            | 4′ |
| 08.            | Prinzipal            | 2′ |
| 09.            | Sifflet              | 1′ |
| 10.            | Terzian IV           |    |
|                | Rohrschalmei (Nr.5)0 | 8′ |
|                | Tremulant            |    |

| Pedal C–f1 |          |     |
| 11.        | Subbass0 | 16′ |
| 12.        | Pommer   | 08′ |

- Koppeln: II/I, I/P, II/P

## Kirchturm

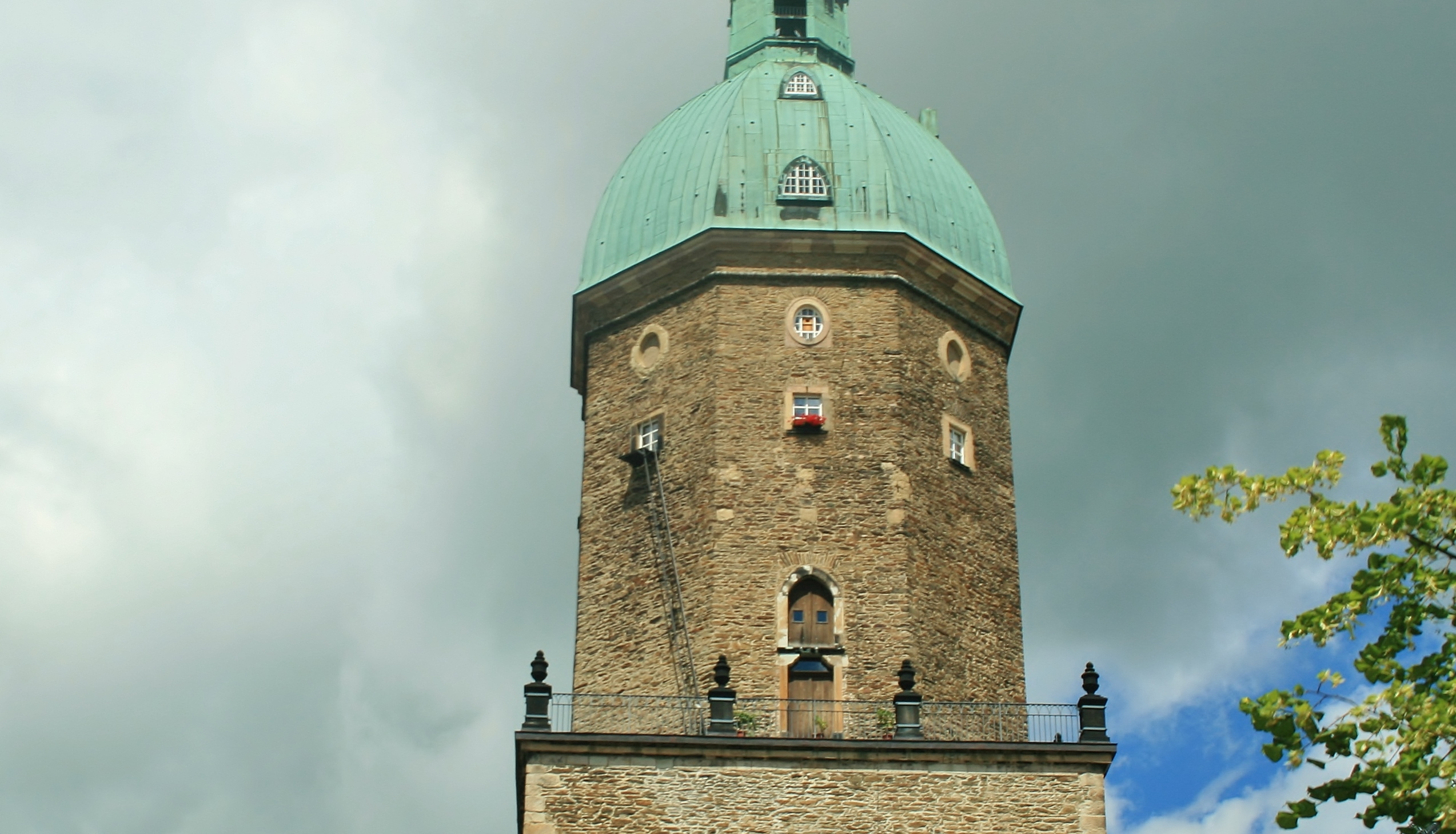
Im Turm der St. Annenkirche in Annaberg-Buchholz befindet sich die Wohnung der Türmerfamilie

Der Kirchturm mit seinen mehrere Meter dicken Mauern befindet sich seitlich an der Südseite. Er ist insgesamt 78 Meter hoch. Auf etwa 32 Metern – etwa dieselbe Höhe, mit der der Dachstuhl des Kirchenschiffs abschließt – befindet sich ein Rundgang, von dem aus man nicht nur Ausblick auf Annaberg-Buchholz mit seinen Stadtteilen, sondern bei schönem Wetter auch einen Blick ins Erzgebirge hat. Am Vorabend eines kirchlichen Hochfestes lässt sich während der Turmöffnungszeit das traditionelle manuelle Glockenläuten per Seil beobachten. Der Turm ist von Mai bis Oktober für Besucher geöffnet. Eine Besonderheit des Turms ist, dass er – als einziger Kirchturm in Deutschland – immer noch von einer Türmerfamilie oberhalb der Glockenstube bewohnt wird.

## Glocken

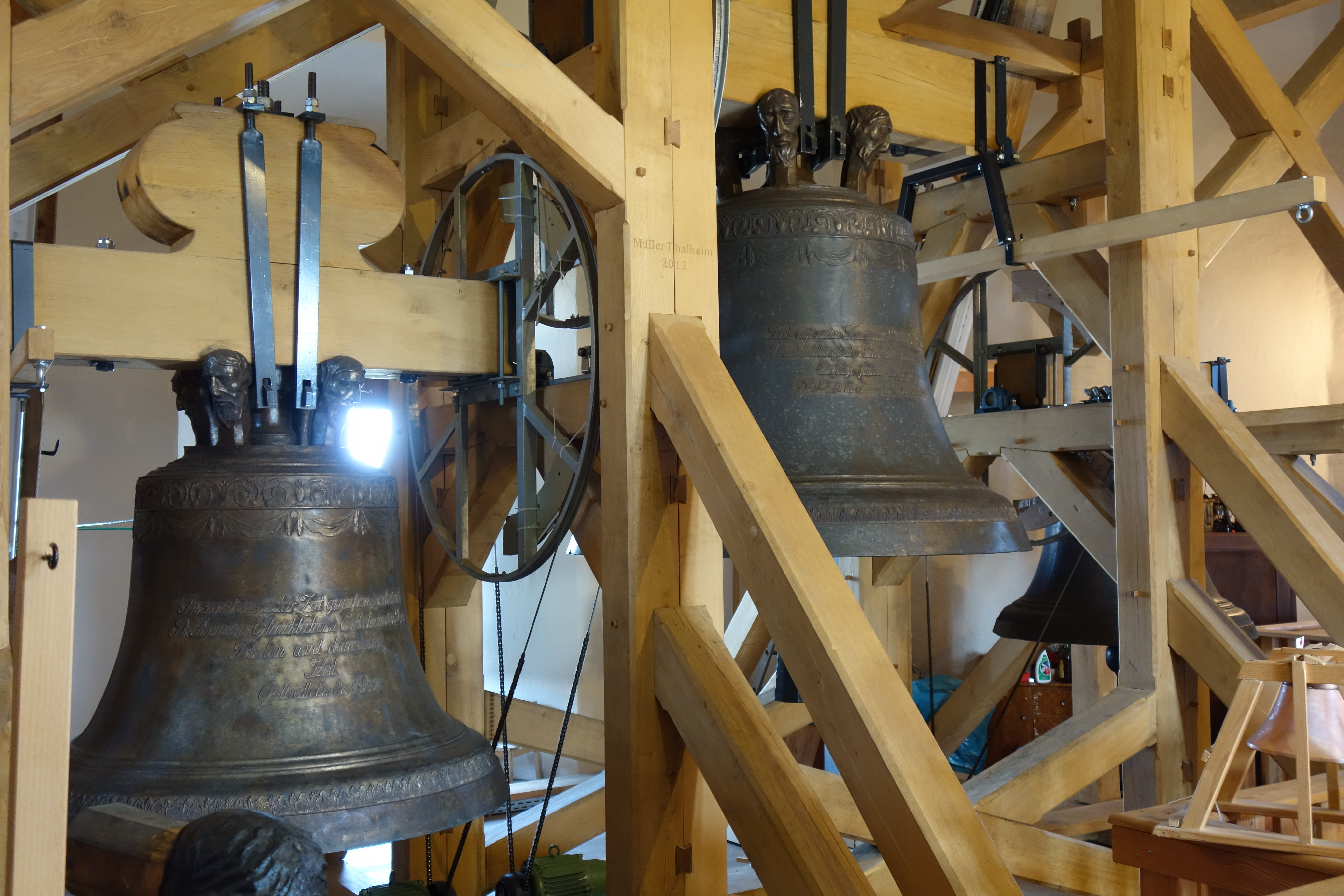
Glockenstuhl im Kirchturm von St. Annen

St. Annen verfügt über fünf Kirchenglocken. Im Laufe der Jahrhunderte existierten mehrere Geläute. Die Angaben dazu in den verfügbaren Quellen lassen keine Beschreibung zu, wie es für das heutige Geläut möglich ist. Meist wurden lediglich Masseangaben und Inschriften notiert, Schlagtöne nie. Allenfalls die Intervalle zwischen den Schlagtönen lassen Rückschlüsse auf die Schlagtöne zu.

### Erstes Geläut (1511–1604)
Das erste Geläut bestand aus fünf Glocken, gegossen von Oswald und Martin Hilliger zu Freiberg. Die Güsse erfolgten jedoch nicht in einem Zuge, sondern verteilten sich auf vier Jahre. Das Geläut fiel dem Stadtbrand im Jahre 1604 vollständig zum Opfer.

| Nr. | Name           | Gussjahr | Gewicht (kg) | Nominal     |
| --- | -------------- | -------- | ------------ | ----------- |
| 1   | Anna           | 1511     | ≈4.500       | a0          |
| 2   | Margarete      | 1515     | ≈2.600       | c1          |
| 3   | Peter und Paul | 1515     | ≈1.500       | d1          |
| 4   | (unbekannt)    | 1516     | (unbekannt)  | a1          |
| 5   | Häuerglocke    | 1501     | (unbekannt)  | (unbekannt) |

### Zweites Geläut (1604–1813)
Das zweite Geläut scheint gemäß der einzigen Masseangabe – jener von Glocke 1 rund 2.400 kg – leichter und kleiner gewesen sein als das vorhergehende.
1604 wurden die Glocken 2, 3 und 4 von Johann Hilliger zu Freiberg gegossen. Glocke 4 erfuhr nach einem Sprung 1610 einen Neuguss. Erst 1613 entstand Glocke 1, 1614 erstmals geläutet.
1607 schaffte sich die Kirche eine fünfte Glocke an, gegossen im Schlagton es3 von Lorenz Hentel zu Zwickau. Ihre Funktion bestand darin, dem Türmer ein Zeichen zu geben, die liturgischen Glocken zu läuten – so ihr Name Signierglöckchen. Geläutet wurde sie im Dachreiter des Kirchenschiffes und existiert bis zum heutigen Tage.
Am 7. März 1813 brannte der Turm wegen eines Blitzschlages aus. Der Brand zerstörte alle vier Glocken des Kirchturmes. Das Signierglöckchen blieb erhalten.

### Drittes Geläut (ab 1814)
Nachdem das vierstimmige Geläut von 1604 aufgrund des Brandes vernichtet worden war, goss Friedrich August Otto zu Dresden 1814 vier neue Glocken in gleicher Disposition, aber einen Ganzton höher als das erste historische Geläut von 1511.
Klanganalysen zeigen, dass die Glocken in Mollterz-Untersext-Rippe (kurz: Sextrippe) gegossen wurden. Die Namen der Vorgängerglocken wurden mündlich übernommen.

| Nr. | Name              | Durchmesser (mm) | Nominal |
| --- | ----------------- | ---------------- | ------- |
| 1   | Anna              | 1728             | h0      |
| 2   | Margarete         | 1410             | d1      |
| 3   | Peter und Paul    | 1140             | e1      |
| 4   | Maria/Häuerglocke | 850              | h1      |

Bis 1890 läuteten die drei großen Glocken in einem Holzglockenstuhl, ihre Kronen an geraden Holzjochen befestigt, durch Treten auf an den Jochen montierten Tretbrettern. Da während eines Läutens die Haltestange eines Läuters brach und dieser tödlich auf die schwingende Glocke stürzte, war man der Meinung, die Glocken umhängen zu sollen:
Der Holzglockenstuhl wurde entfernt und durch einen Stahlstuhl ersetzt. Nach dem Bierling-Köppke'schen System sägte man die Glockenkronen ab und hängte die Glocken in gestelzte (gekröpfte) Gusseisenjoche. An die Stelle der fliegenden Klöppel traten Gegengewichtsklöppel. Zusätzlich hat man beim Aufhängen die Glocken 1 und 2 um 90 Grad zu ihrer vorherigen Läuterichtung gedreht. Seitdem läuten die Glocken gestelzt statt freischwingend. Eine Besonderheit stellen die Zahnkranzwälzlager dar. Glocke 4 verblieb, in der Laterne hängend, an ihrem originalen Holzjoch. Das Signierglöckchen ist in der Glockenstube abgestellt.
In den Jahren 1917 und 1942 (zweiter Guss 1922 durch Christian Albert Bierling, 400 kg, 880 mm ⌀) musste die Häuerglocke für Kriegszwecke abgeliefert werden.
Seit der Beschlagnahme der Bierling-Glocke im Jahre 1942 verblieb nur das gerade Holzjoch im Glockenstuhl der Laterne hängen. Da somit auch der Uhrschlag entfiel, war anscheinend wegen Desinteresses und Nutzlosigkeit am Uhrwerk dessen Mechanik nicht mehr funktionsfähig. Der derzeit zuständige Türmer nahm sich des Uhrwerkes an und brachte es wieder zum Laufen. Dieser Umstand brachte ein wesentliches Argument dafür, die fehlende h1-Glocke in der Laterne wieder zu ergänzen. 2001 wurde in der Passauer Glockengießerei Rudolf Perner Ersatz für die 1942 abgelieferte Häuerglocke hergestellt. Die Glocke läutet an dem verbliebenen originalen Holzjoch von 1814.

#### Äußere Gestaltung der Glocken
- Glocke 1

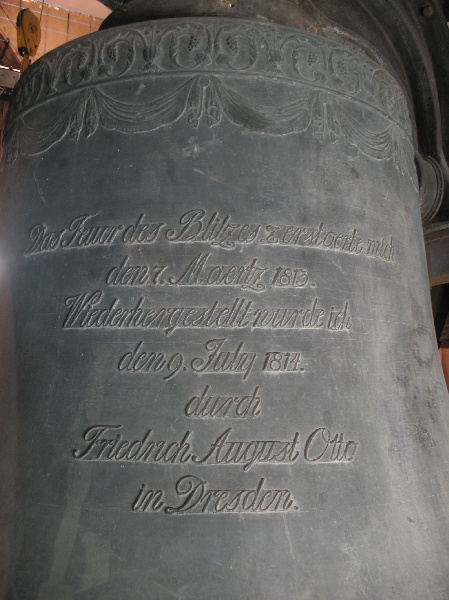
Glocke 1: Schulterzier und Flankeninschrift

- Schulter: zwischen zwei Rundstegen naturalistischer Fries aus stilisierten Weintrauben und Johannesbrotschoten, darunter Girlanden aus gerafften Tüchern
- Flanke: Inschrift in abgewandelter, kunstvoller Schreibschrift: Dich ruft mein Ton zum Dienst des Herrn, / Und schlaegt die Stunden deines Lebens / O! folge jenem Rufe gern, / So lebst du diese nicht vergebens., gegenüber: Das Feuer des Blitzes zerstoerte mich / den 7. Maertz 1813. / Wiederhergestellt wurde ich / den 9. July 1814. / durch / Friedrich August Otto / in Dresden.
- Wolm: Wulst zwischen zwei gekehlten Gratstegen
- unter dem Wolm: auf einer Kante stehender Palmettenfries

- Glocke 2

- Schulter: zwischen zwei Rundstegen naturalistischer Fries aus stilisierten Weintrauben und Johannesbrotschoten, darunter Girlanden aus gerafften Tüchern
- Flanke: Inschrift in abgewandelter, kunstvoller Schreibschrift: In zerstoerender Zeit gegoʃsen, verkuinde ich / St. Annens Gluicklichern Enkeln mein Ton / Frieden und dauerndes / Heil. / Gott allein die Ehre., gegenüber: Wiederhergestellt wurde ich / den 9. July 1814. / durch / Friedrich August Otto / in Dresden.
- Wolm: Wulst zwischen zwei gekehlten Gratstegen
- unter dem Wolm: auf einer Kante stehender Palmettenfries

- Glocke 3

- Schulter: zwischen zwei Rundstegen naturalistischer Fries aus stilisiertem Löwenzahn, darunter Girlanden aus gerafften Tüchern
- Flanke: Inschrift in abgewandelter, kunstvoller Schreibschrift: Feuer zerstoete mich erst, / und Feuer verjuingte mich wieder. / So verjuingt dich, o Mensch, / der dich zerstoeret der Tod., gegenüber: Wiederhergestellt wurde ich / den 9. July 1814. / durch / Friedrich August Otto / in Dresden.
- Wolm: Wulst zwischen zwei gekehlten Gratstegen
- unter dem Wolm: auf einer Kante stehender Palmettenfries

- Glocke 4

- Schulter: unter Rundsteg hängender Bogenfries aus Kreuzblumen
- Flanke: doppelt reliefiertes Kreuz, gegenüber Inschrift in moderner Capitalis: ANNABERG – BUCHHOLZ, darunter Gießerzeichen
- Wolm: Inschrift in moderner Capitalis zwischen zwei Rundstegen: SEID FRÖHLICH IN HOFFNUNG, GEDULDIG IN TRÜBSAL, HALTET AN AM GEBET. RÖM 12.12.

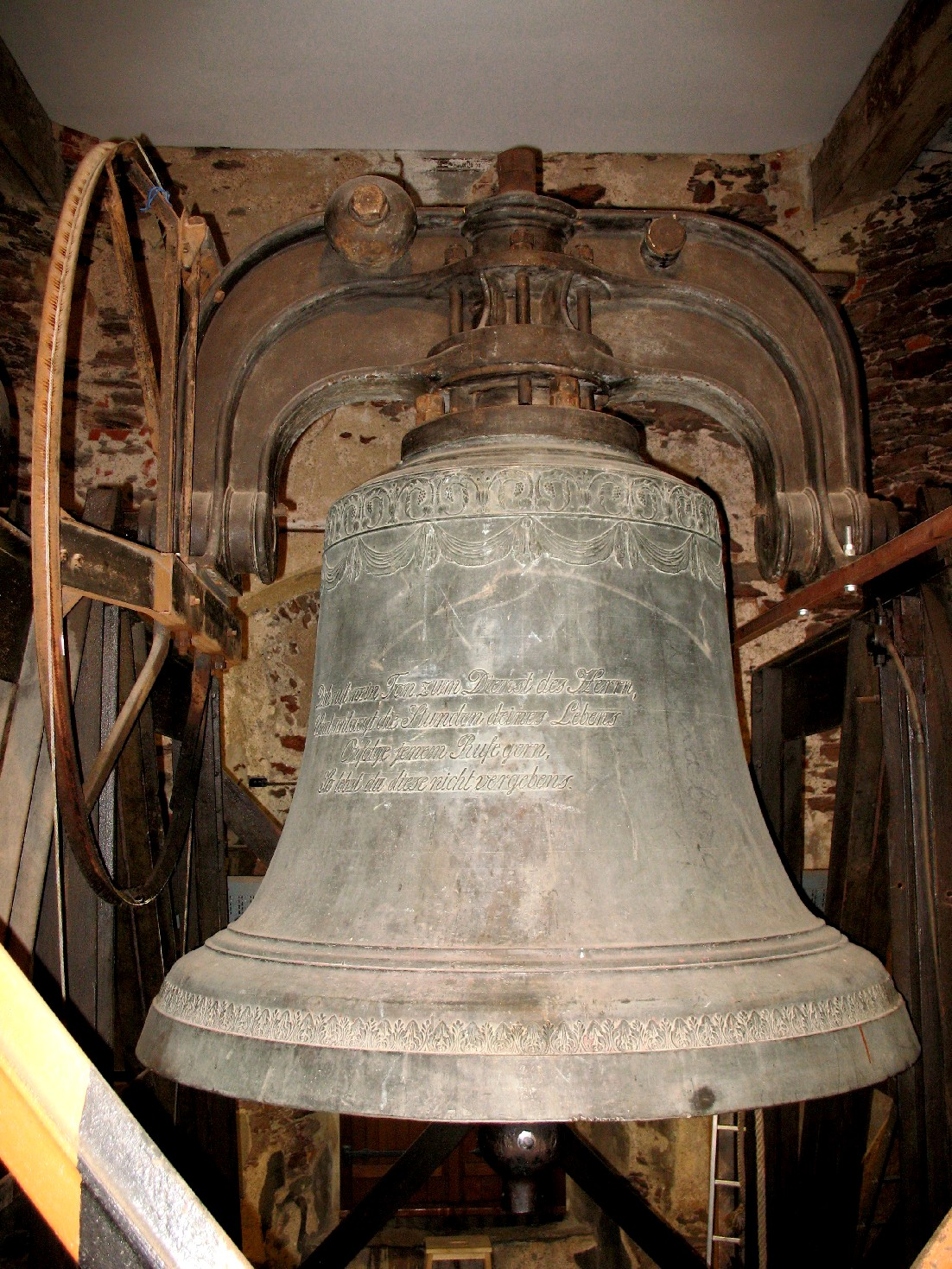
Glocke 1
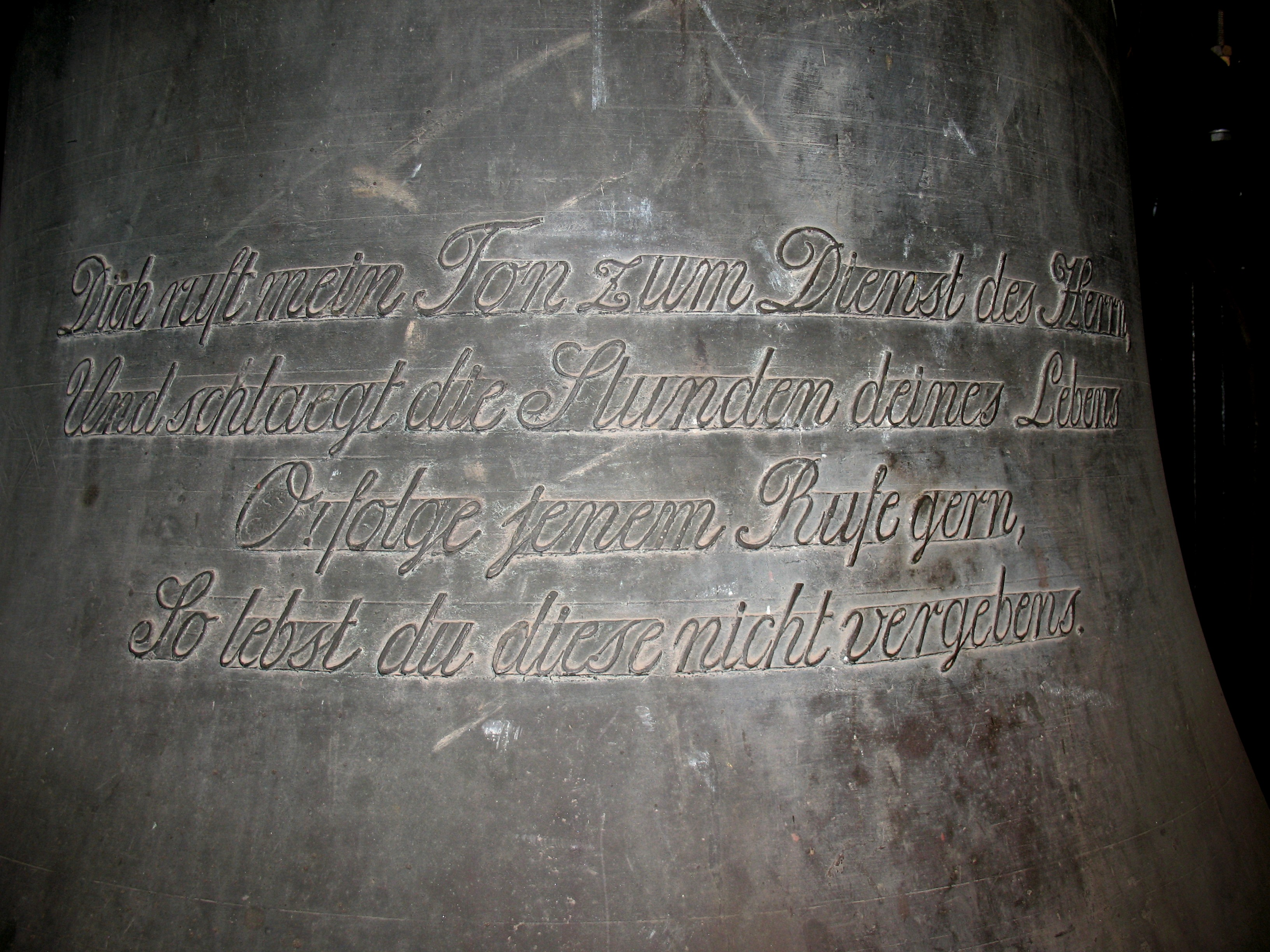
Glocke 1: Inschrift auf der Flankenvorderseite
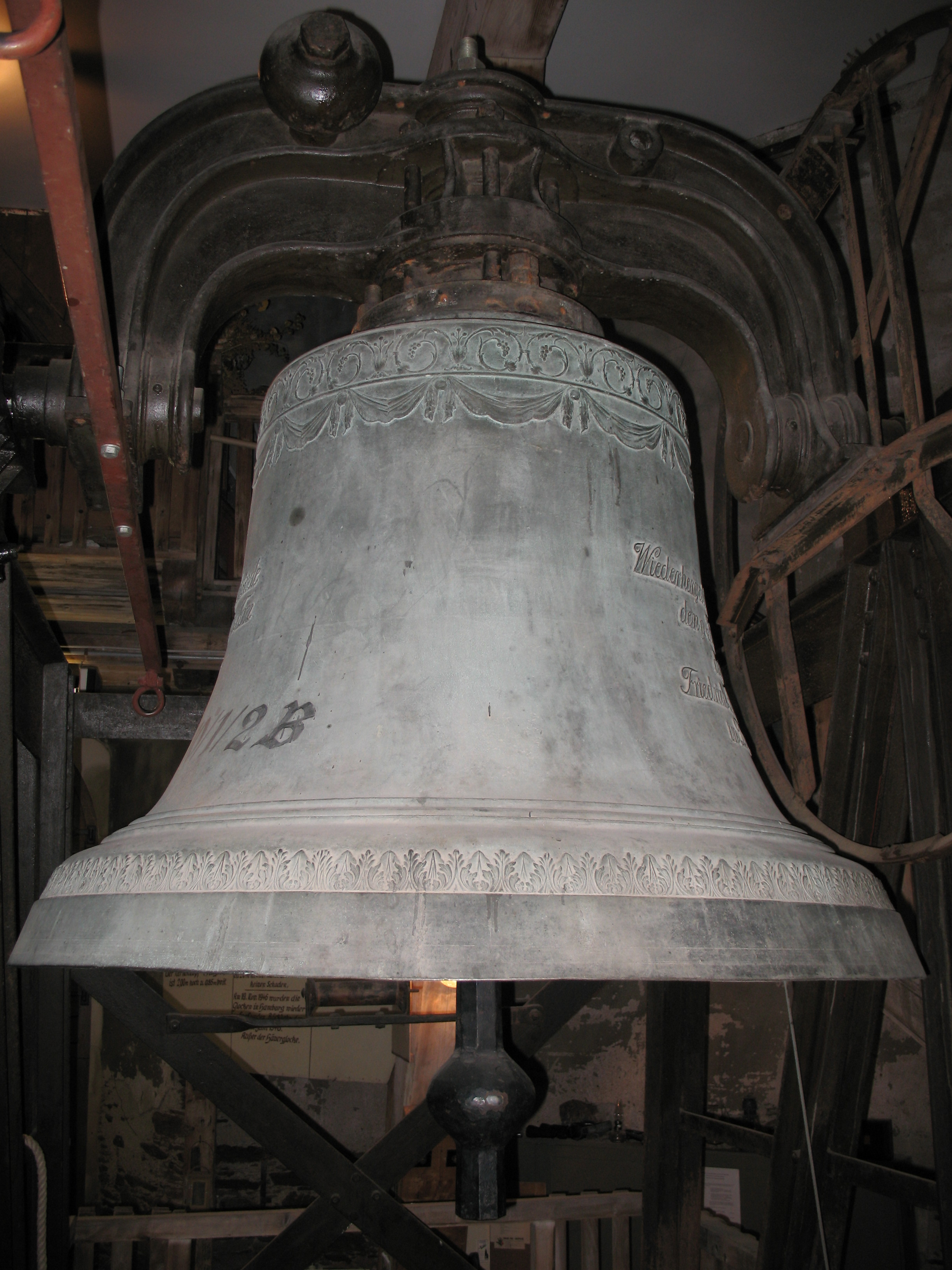
Glocke 2
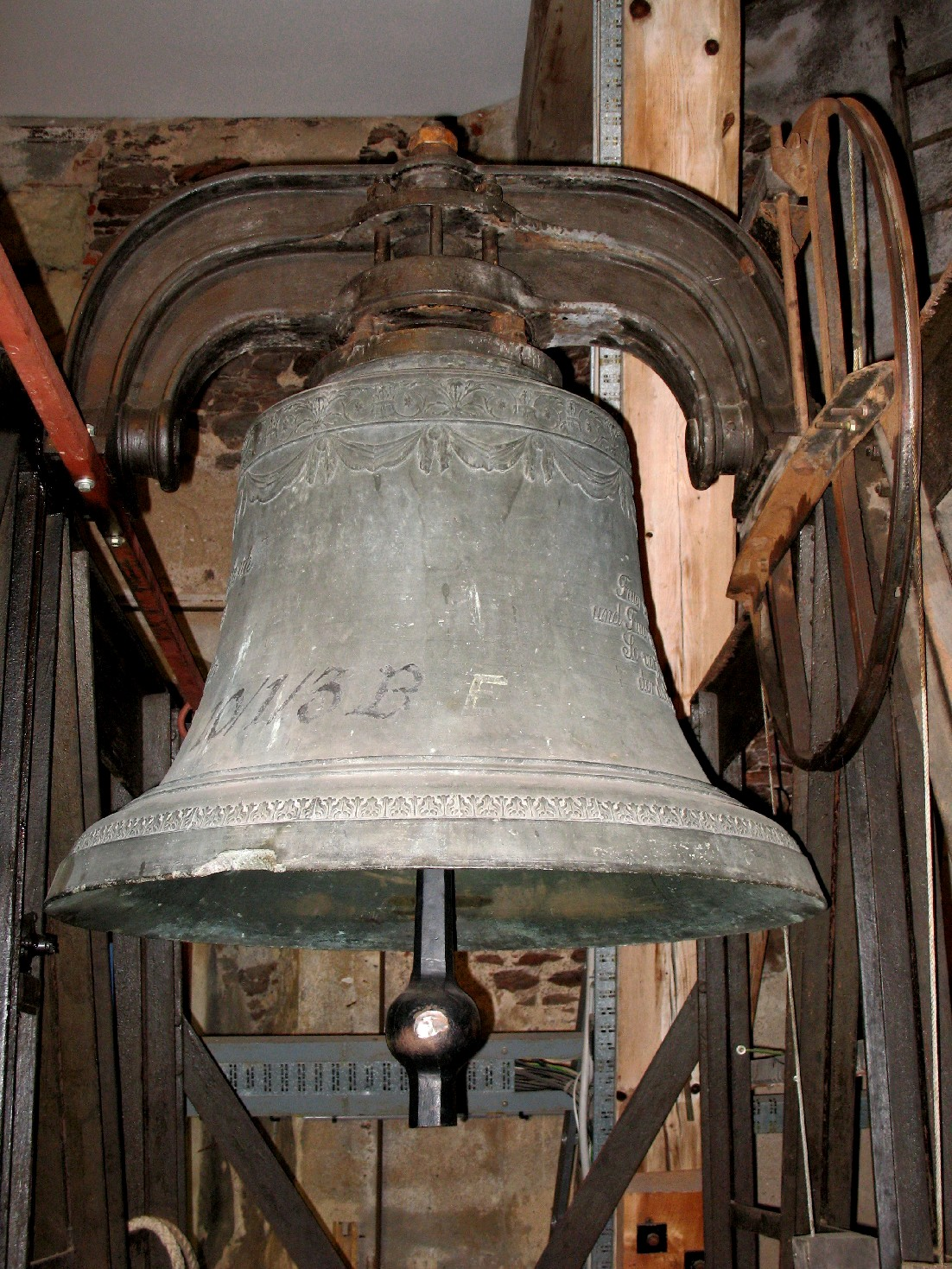
Glocke 3
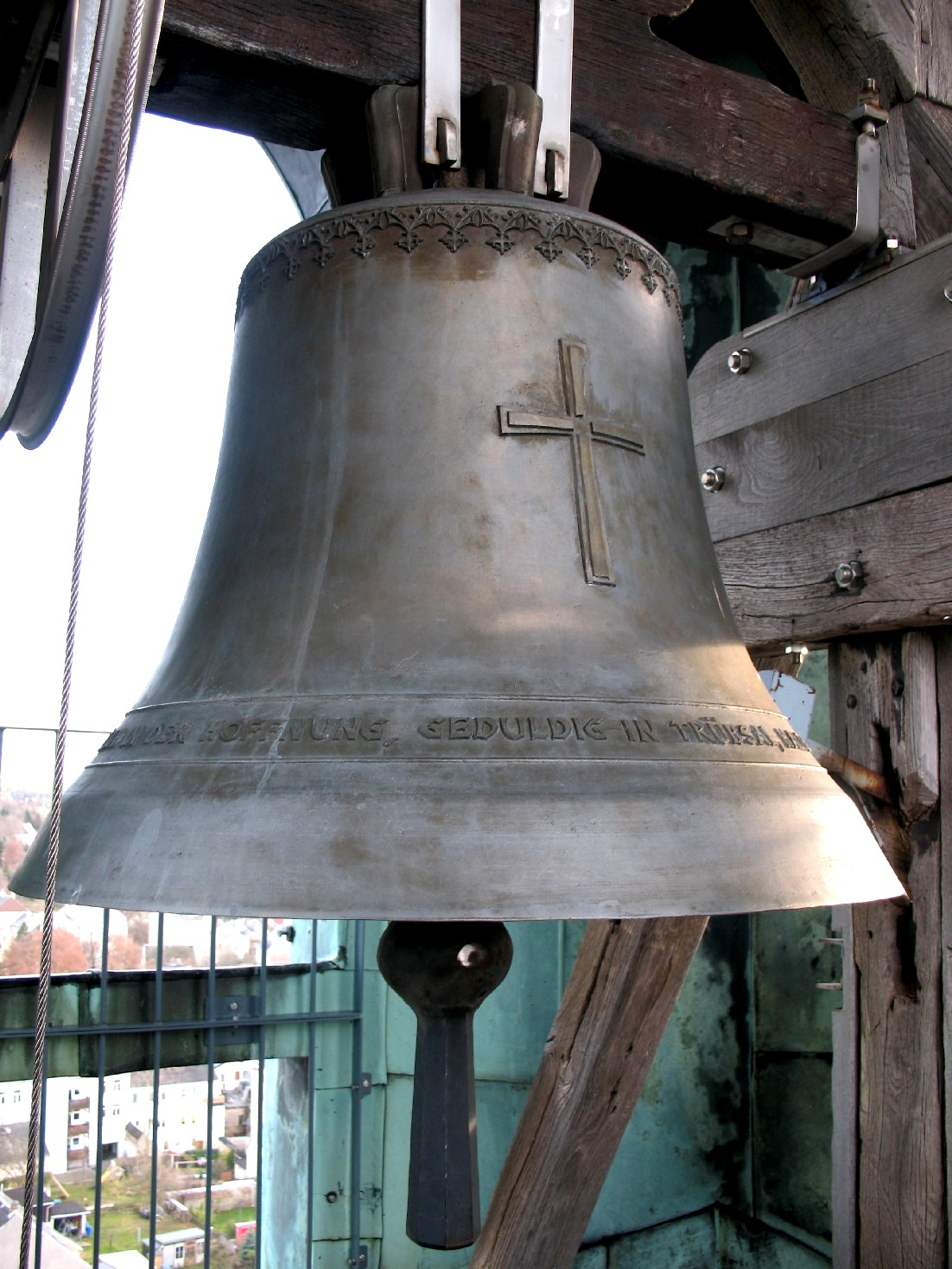
Glocke 4

#### Datenübersicht und Läuteordnung
| Nr. | Name                | Liturgisches Amt | Gussjahr | Gießer, Gussort                | Durchmesser | Masse   | Schlagton (HT−1/16) | Rippe                        |
| --- | ------------------- | ---------------- | -------- | ------------------------------ | ----------- | ------- | ------------------- | ---------------------------- |
| 1   | Anna                | Sterbeglocke     | 1814     | Friedrich August Otto, Dresden | 1728 mm     | 2963 kg | h0 −11              | Sextrippe, mittelschwer      |
| 2   | Margarete           | –                | 1814     | Friedrich August Otto, Dresden | 1410 mm     | 1520 kg | d1 −5               | Sextrippe, mittelschwer      |
| 3   | Peter und Paul      | Taufglocke       | 1814     | Friedrich August Otto, Dresden | 1140 mm     | 0680 kg | e1 −7               | Sextrippe, sehr leicht       |
| 4   | Häuerglocke (Maria) | Betglocke        | 2001     | Rudolf Perner, Passau          | 0860 mm     | 0386 kg | h1 −5               | Molloktavrippe, mittelschwer |
| –   | Signierglöckchen    | –                | 1607     | Lorenz Hentel, Zwickau         | 0330 mm     | 018 kg  | um dis3             | mittelschwer                 |

Die Häuerglocke läutet als Betglocke um 7, 12 und 18 Uhr. Des Weiteren erklingt sie zum Vaterunser im Gottesdienst und fungiert als Uhrschlag-Glocke. Die Häuerglocke ist vom Plenum ausgeschlossen; sie übernimmt solistische Funktionen.
Die Läuteordnung besagt, dass am Sonnabend um 18 Uhr der Sonntag eingeläutet wird. Dies geschieht mit den Glocken 3, 2 und 1 (Plenum genannt) anstelle der Häuerglocke. Eine Stunde vor dem Hauptgottesdienst gibt Glocke 3 das erste Zeichen, und nach einer halben Stunde geben die Glocken 3 und 2 das zweite Zeichen. Zehn Minuten vor Gottesdienstbeginn erfolgt das Zusammenläuten mit dem Plenum. Glocke 3 läutet zur Taufhandlung, Glocke 1 bei Sterbefällen.

### Restaurierung
Seit 2012 hängen die Glocken wieder an Holzjochen in einem rein zimmermannsmäßig verarbeiteten Holzglockenstuhl. Peter Glasbrenner aus Tüngental fertigte für die originale Aufhängung neue Kronen nach historischen Vorlagen an, und das Glockenschweißwerk Lachenmeyer in Nördlingen schweißte diese in die Glocken ein.